# Biserica evanghelică din Jimbor

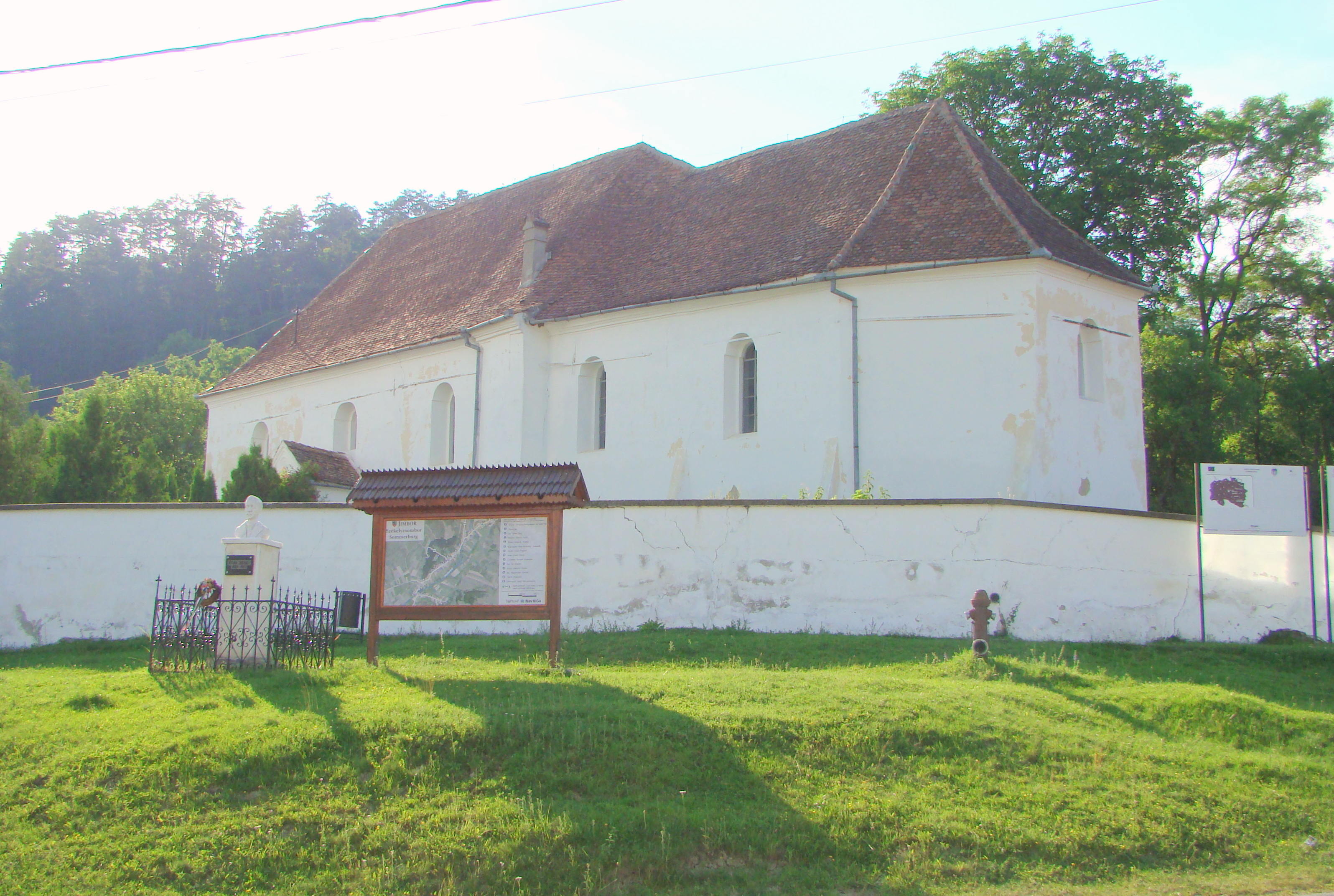
Biserica evanghelică luterană maghiară din Jimbor, comuna Homorod, județul Brașov, foto: iunie 2019.

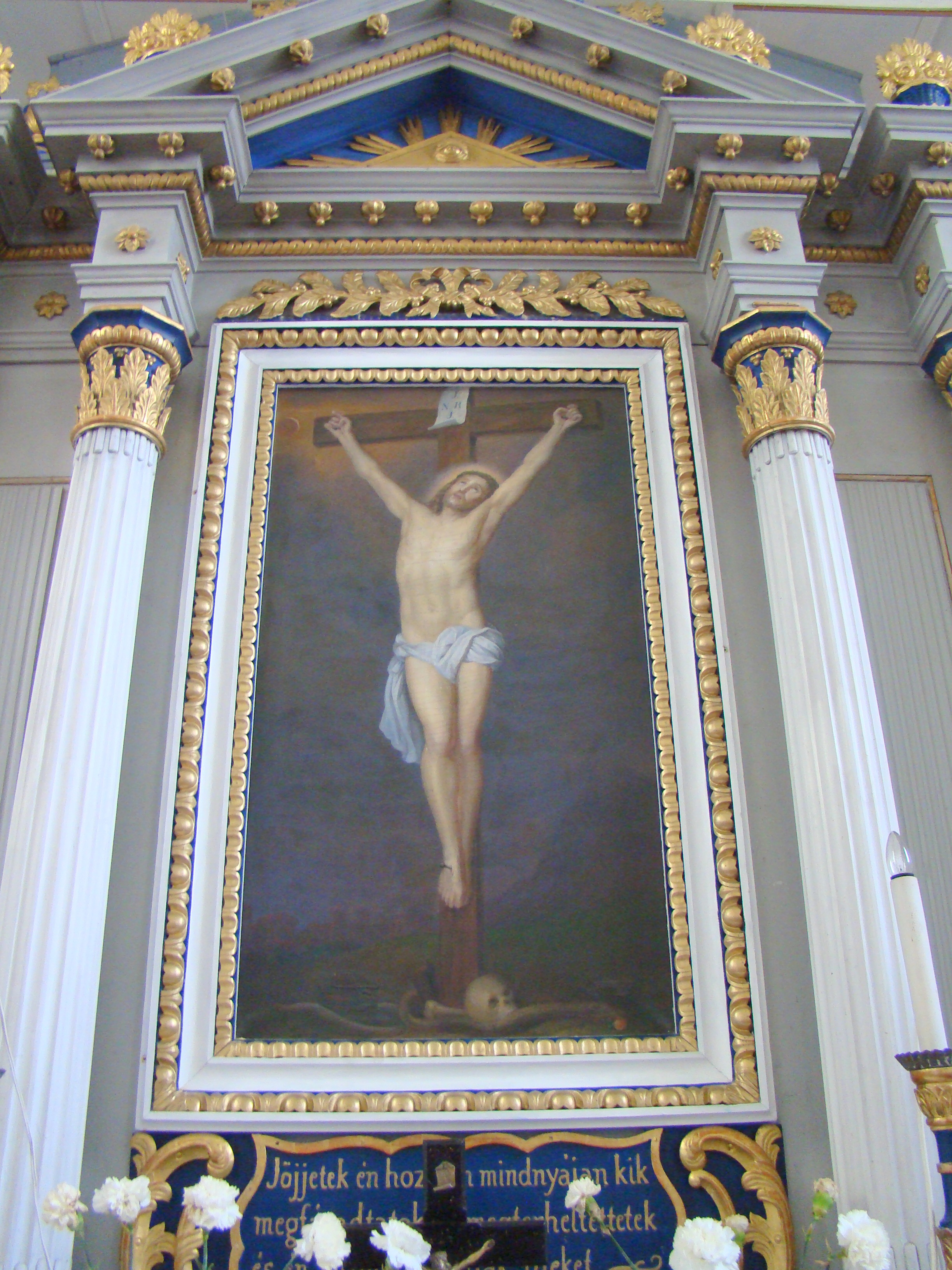
Altarul bisericii evanghelice din Jimbor

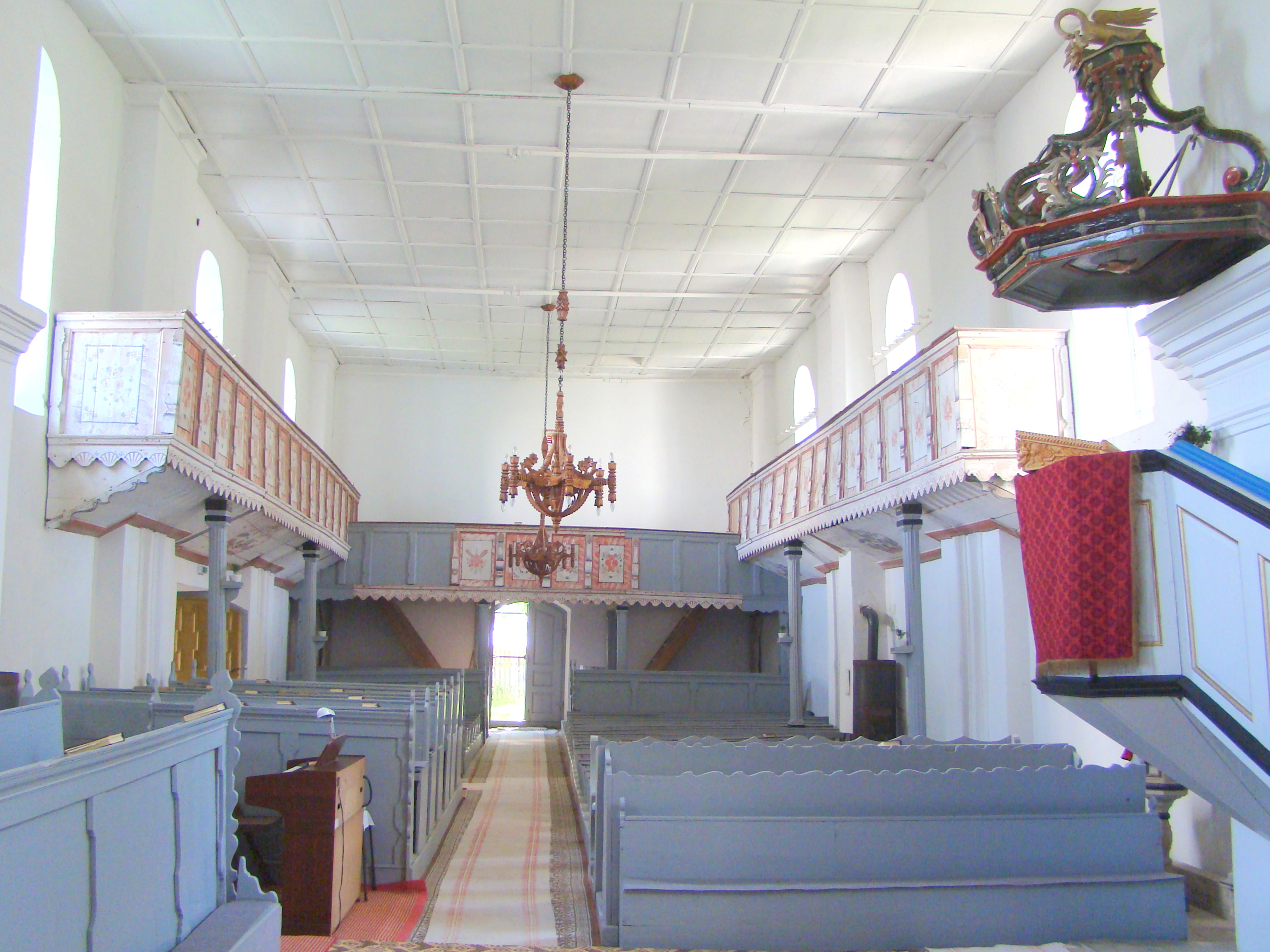
Nava spre empora de vest

Biserica evanghelică luterană maghiară din Jimbor este o biserică monument istoric, cod LMI BV-II-m-B-11725, aflată în Jimbor, în partea centrală a localității. Biserica servește comunitatea luterană maghiară din parohia Jimbor. 

## Localitatea
Jimbor, (în maghiară Székelyzsombor, până în 1899 Zsombor, în germană Sommerburg, în dialectul săsesc Sommerburch) este un sat în comuna Homorod din județul Brașov, Transilvania, România. Primele date despre comunitatea din Jimbor datează de la mijlocul secolului  XII, în timpul domniei regelui Géza al II-lea al Ungariei. Reforma lui Martin Luther a fost introdusă în anul 1544, odată cu orașul Sighișoara, localitățile aparțineau de aceeași dioceză. În anul 1948, comunitatea evanghelică din Jimbor a trecut la Biserica Evanghelică Luterană Sinodo-Prezbiteriană cu sediul la Cluj.

## Biserica
Biserica a fost construită în secolul al XIV-lea, materialele de construcție folosite fiind piatra și cărămida. Este o biserică-sală, cu absida poligonală, cu cinci laturi. Turnul-clopotniță, aflat la sud de biserică, la care sunt evidente formele neogotice, este ridicat pe trei nivele și străbătut de un culoar de poartă. Biserica a fost renovată capital între 1768 și 1771. Între anii 1784 și 1788 a fost turnată din nou fundația părții răsăritene a bisericii și au fost reparate fisurile rezultate în urma alunecărilor de teren. În 1830 a fost refăcută bolta bisericii. În anul 1845 biserica a fost consolidată cu cleme de fier. Între anii 1867 și 1868 tavanul inițial a fost schimbat cu unul din lemn. În 1904 a fost construită podeaua din beton, au fost vopsite băncile și au fost înlocuite clemele de fier. În anul 1927 biserica a trecut printr-o renovare generală. În 1946 au fost micșorate dimensiunile interioare ale bisericii datorită unor crăpături apărute în partea de vest.
De la această biserică provine un altar pictat în 1520, ce a fost transferat în 1909 la Muzeul de Artă din Cluj.

## Vezi și
- Jimbor, Brașov

## Imagini din exterior

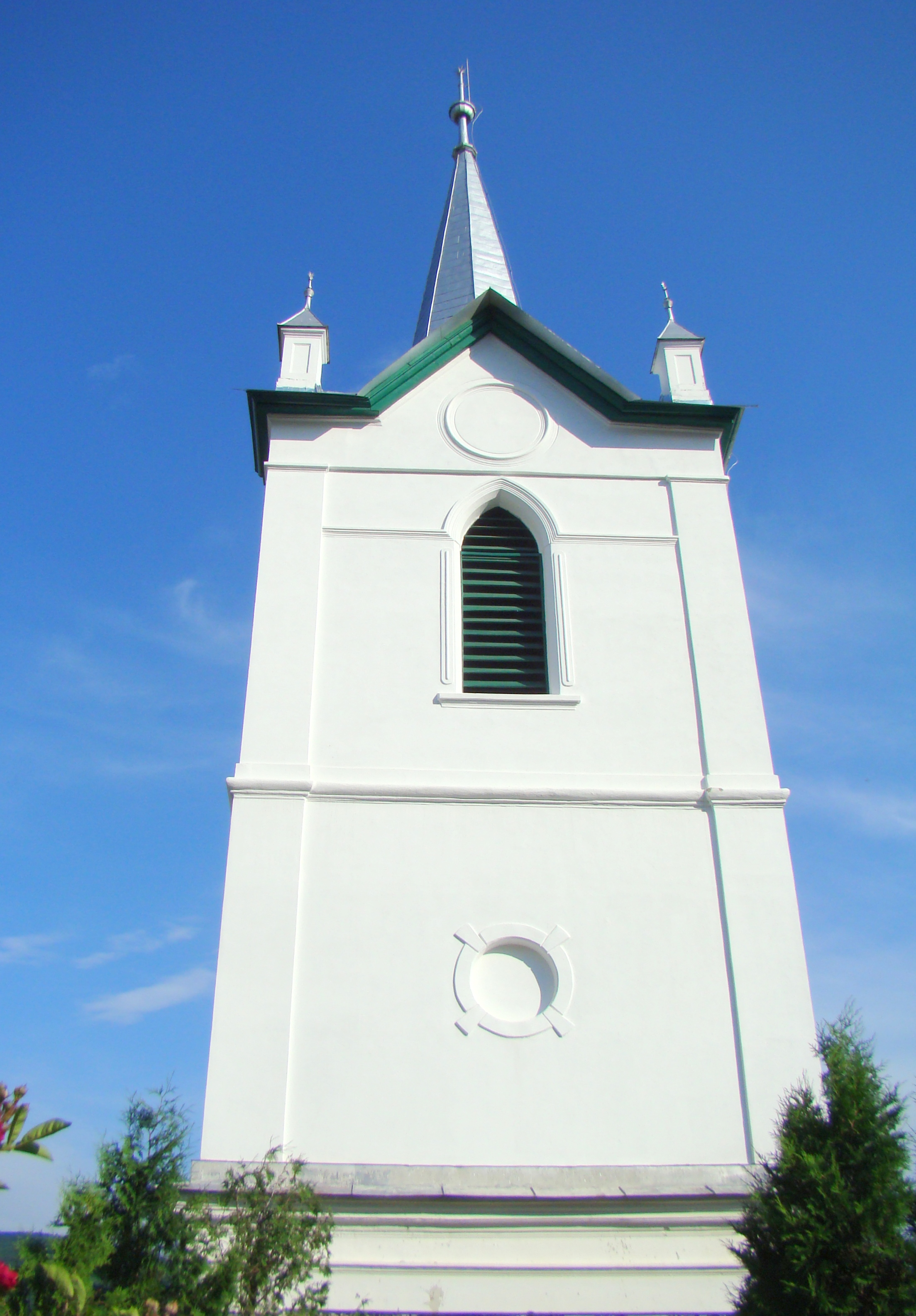
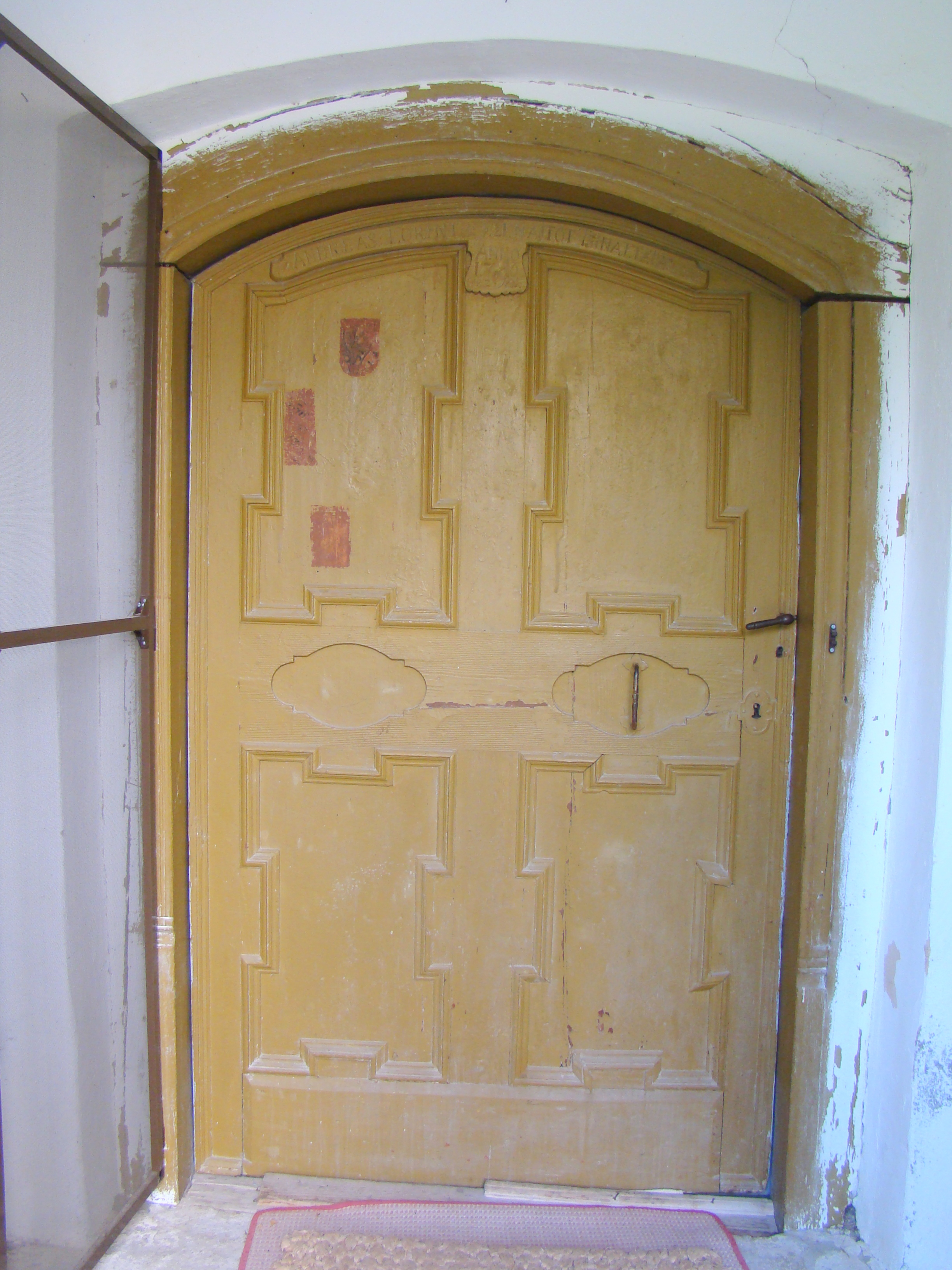
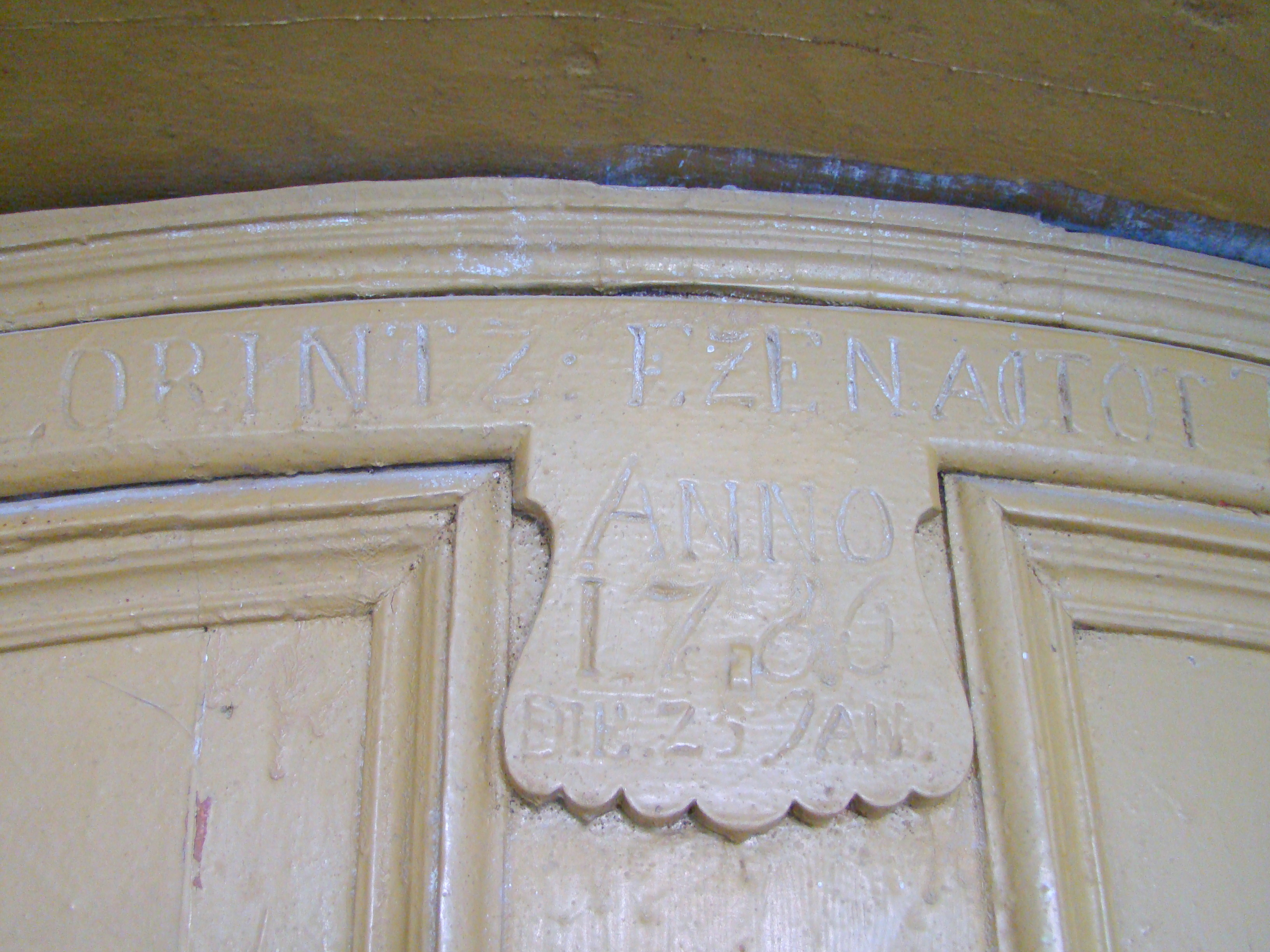
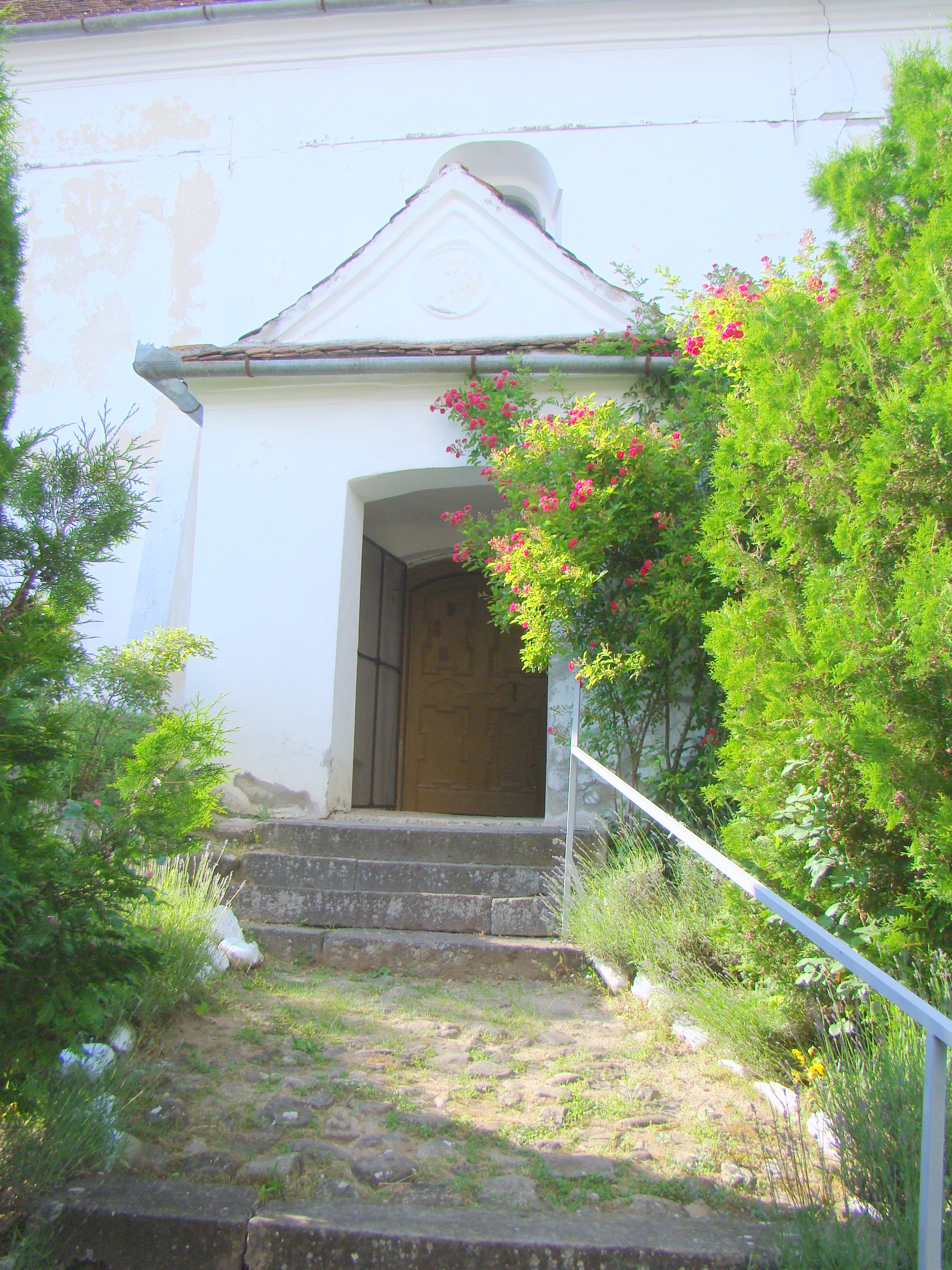
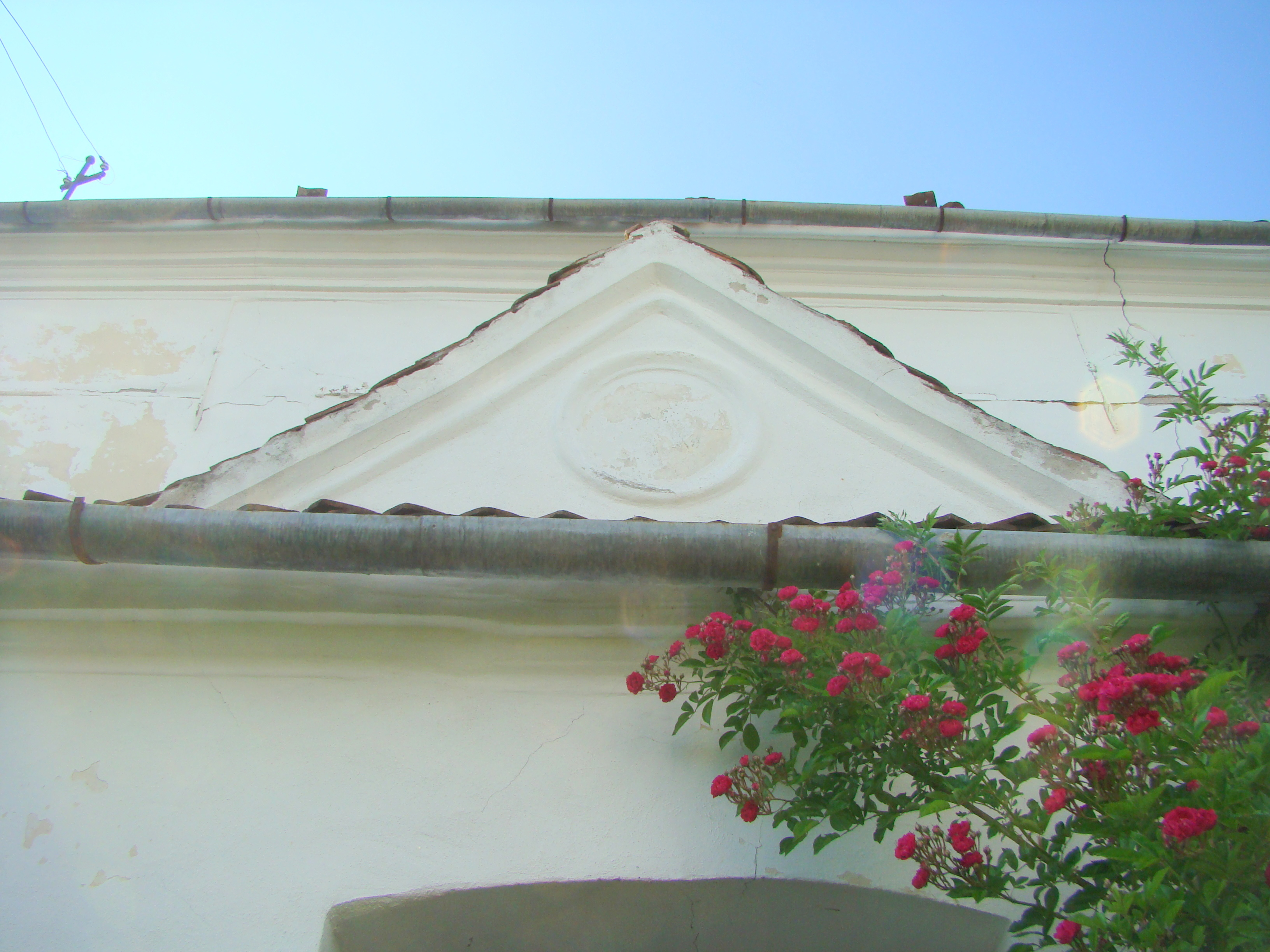
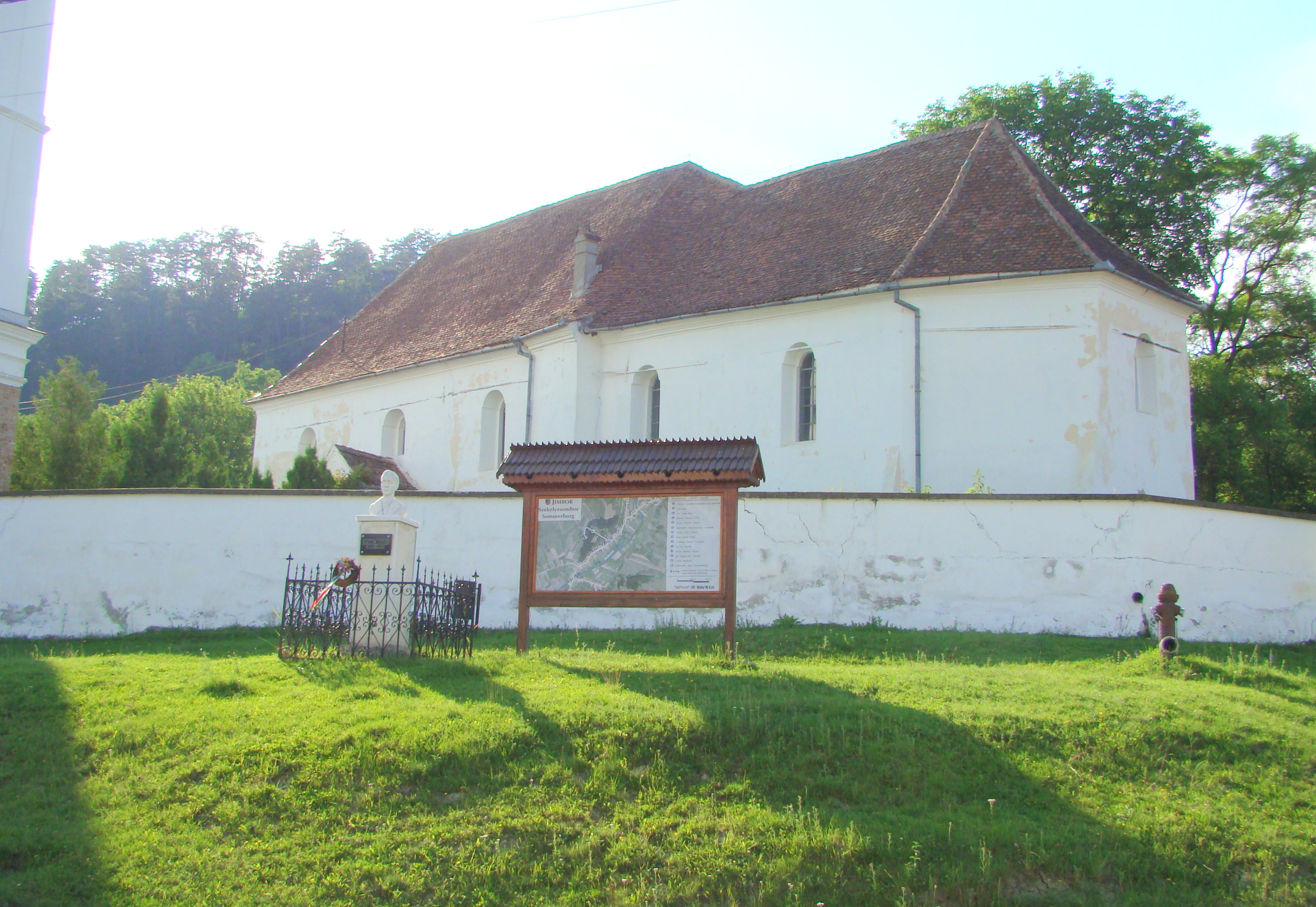
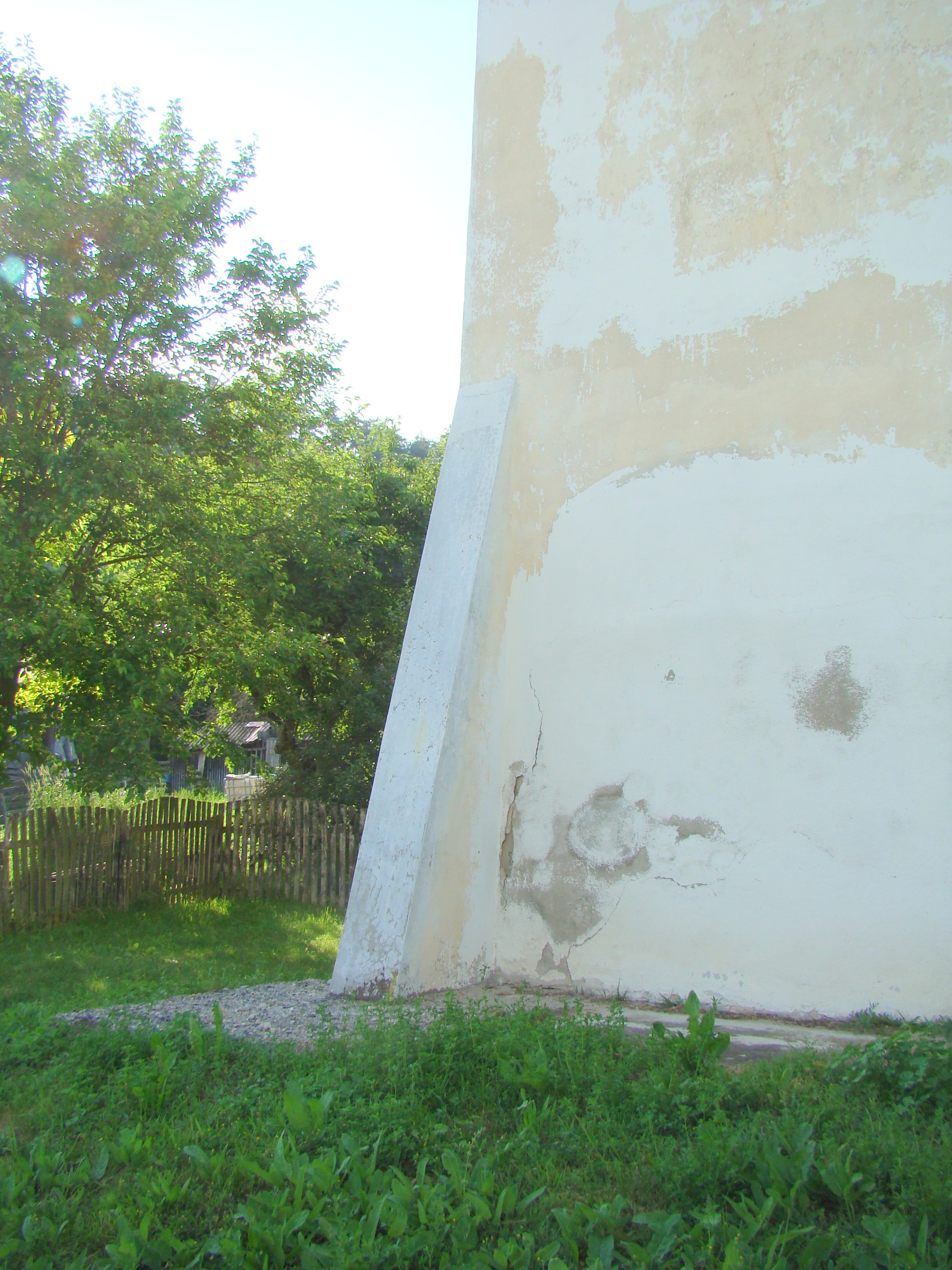
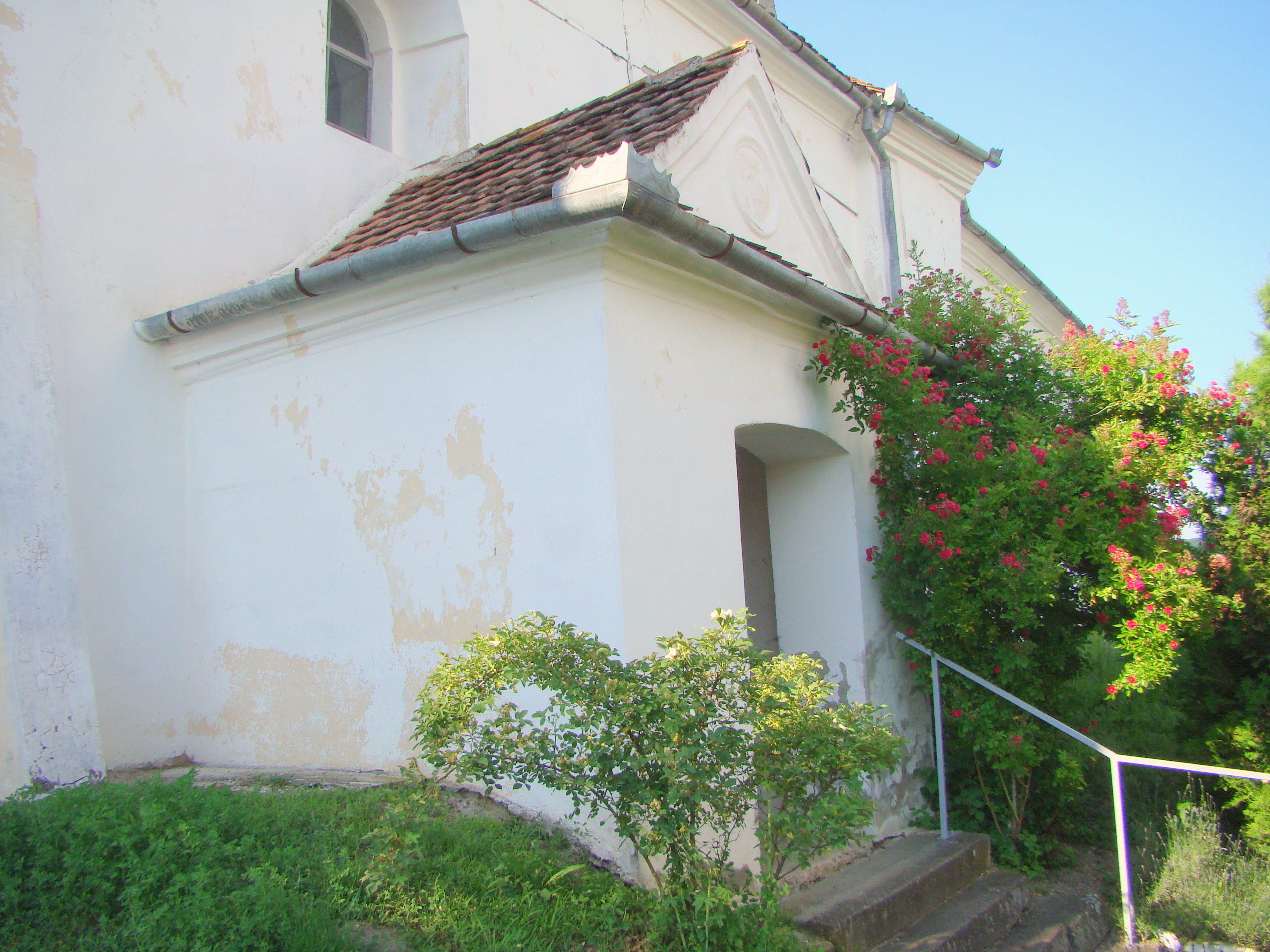
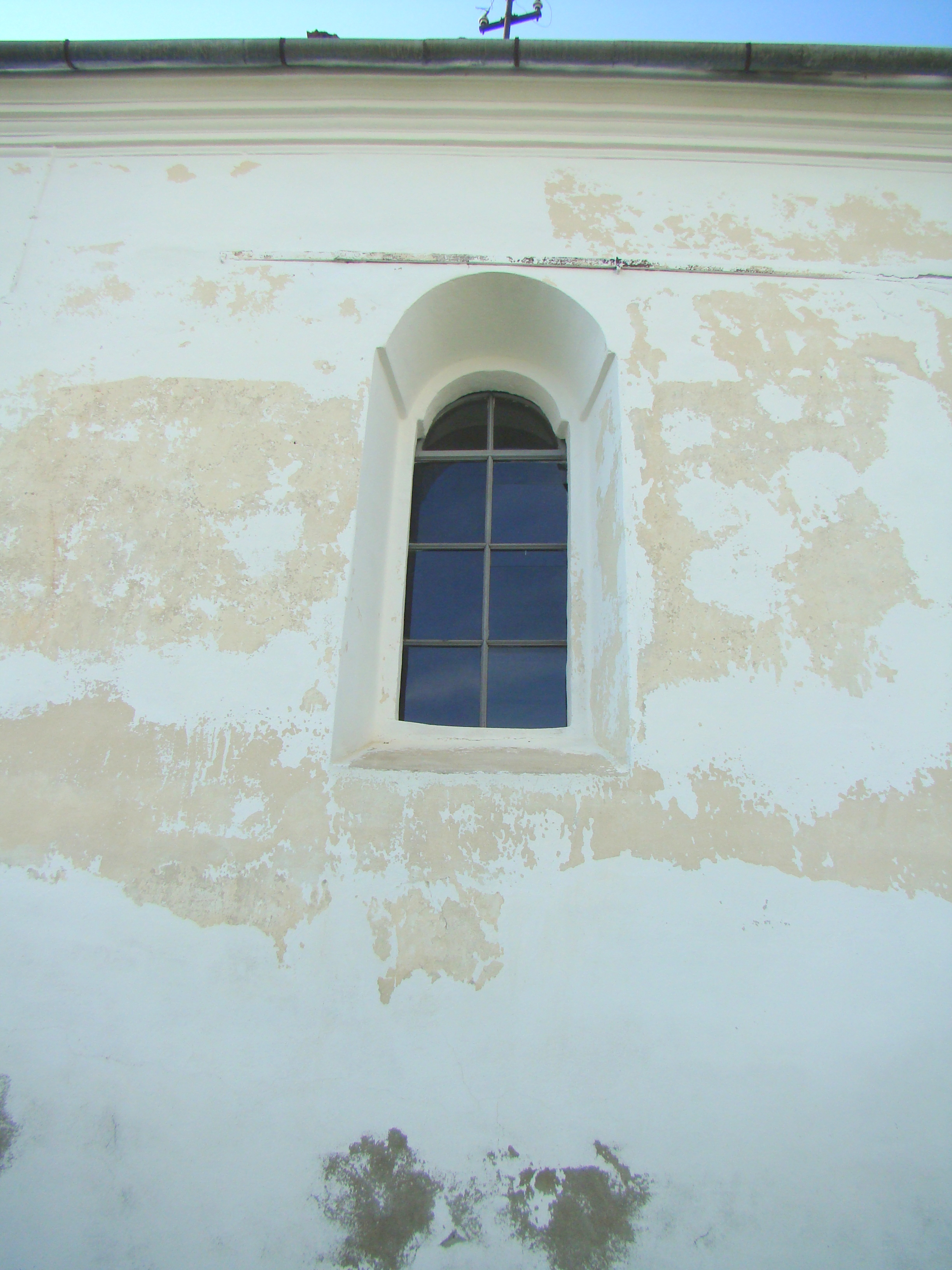
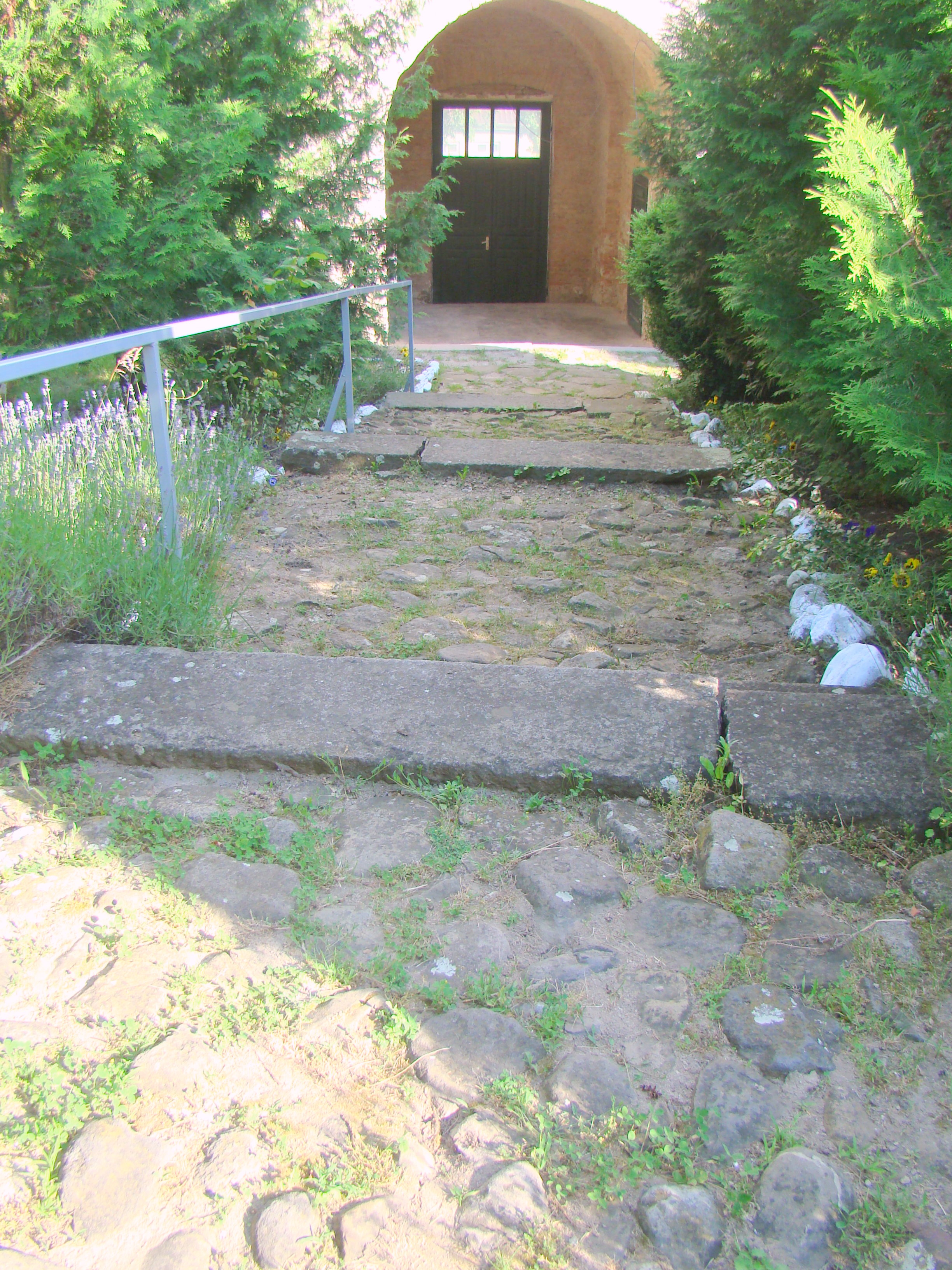
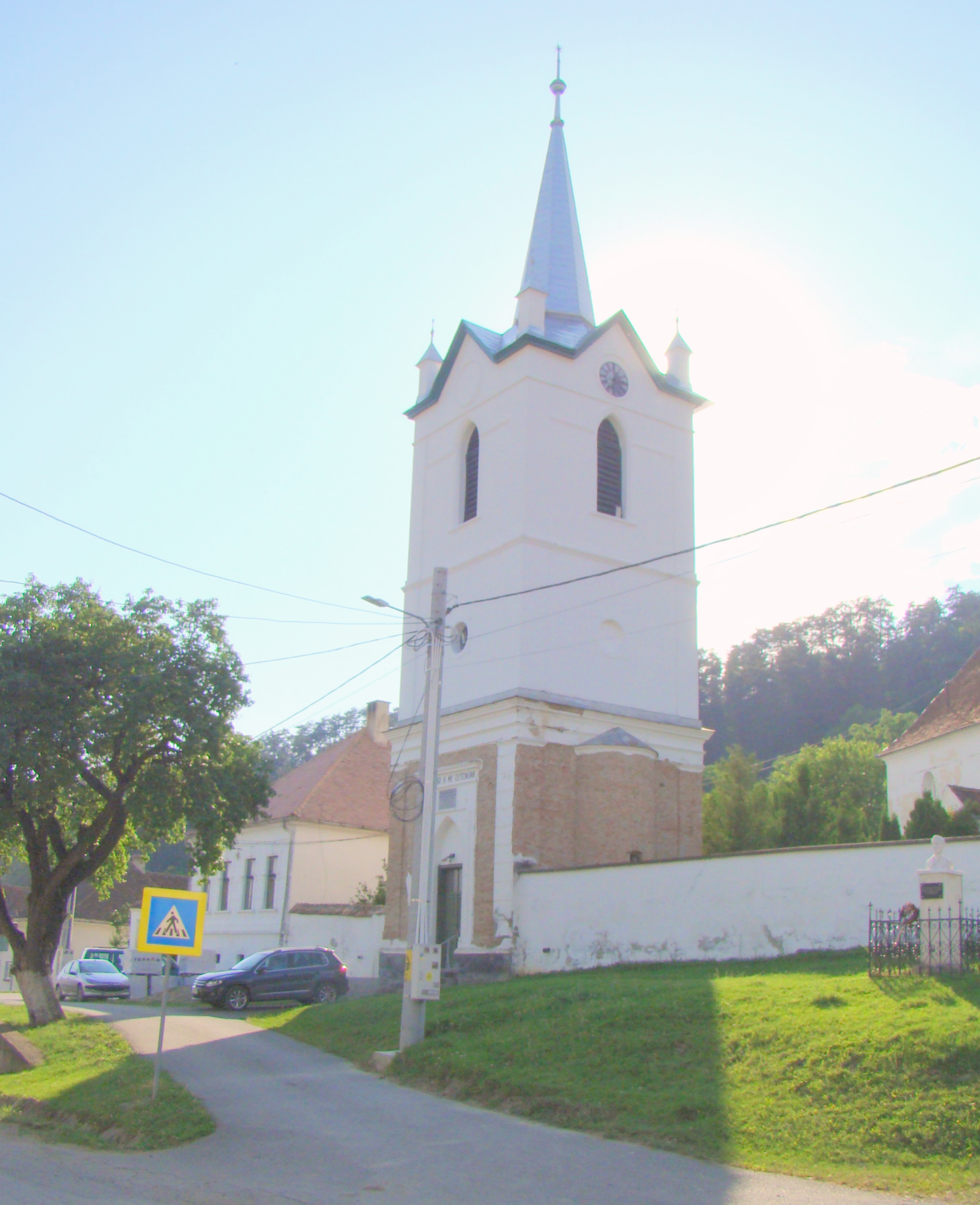
Turnul-clopotniță, aflat la sud de biserică

## Imagini din interior

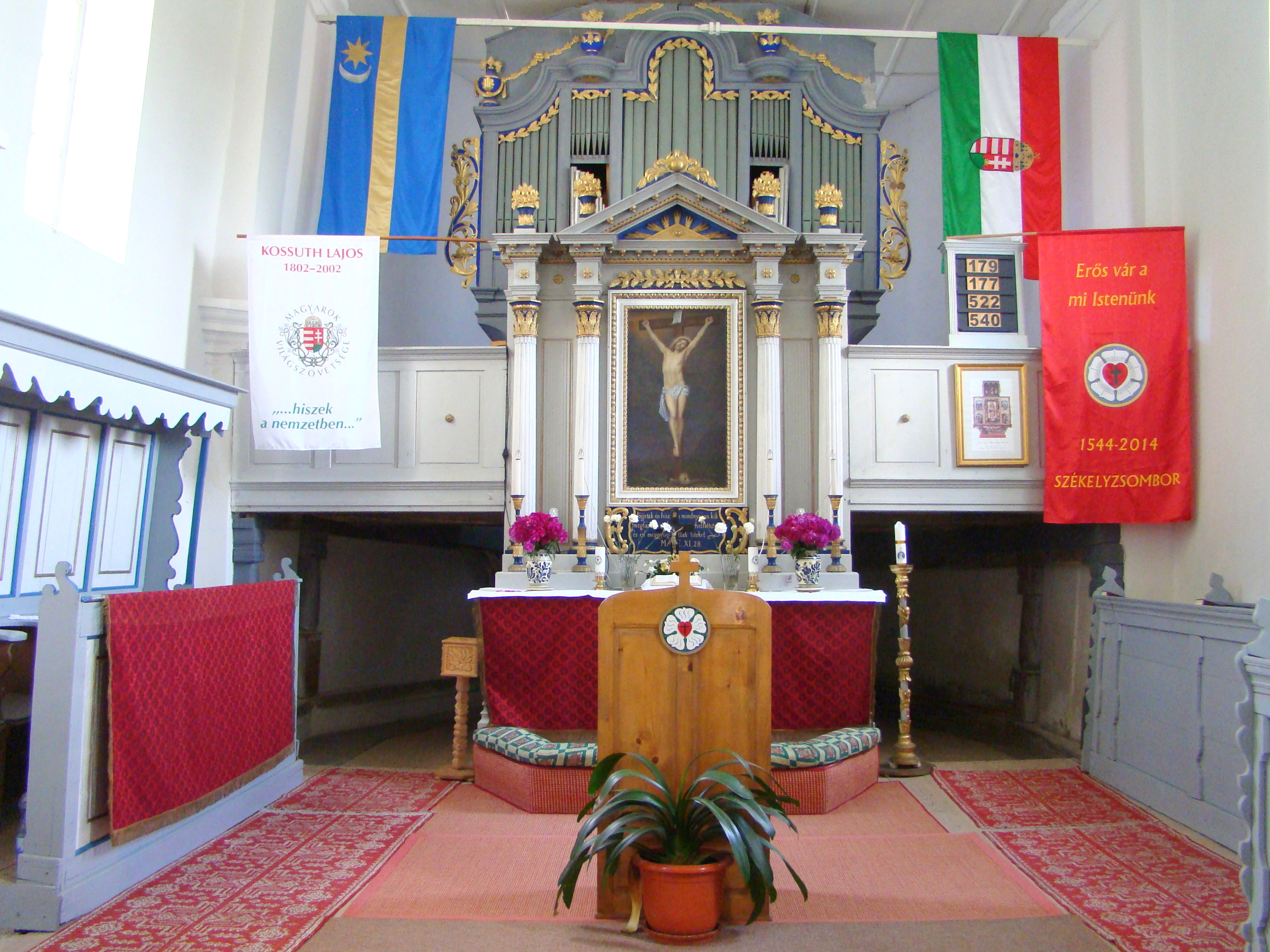
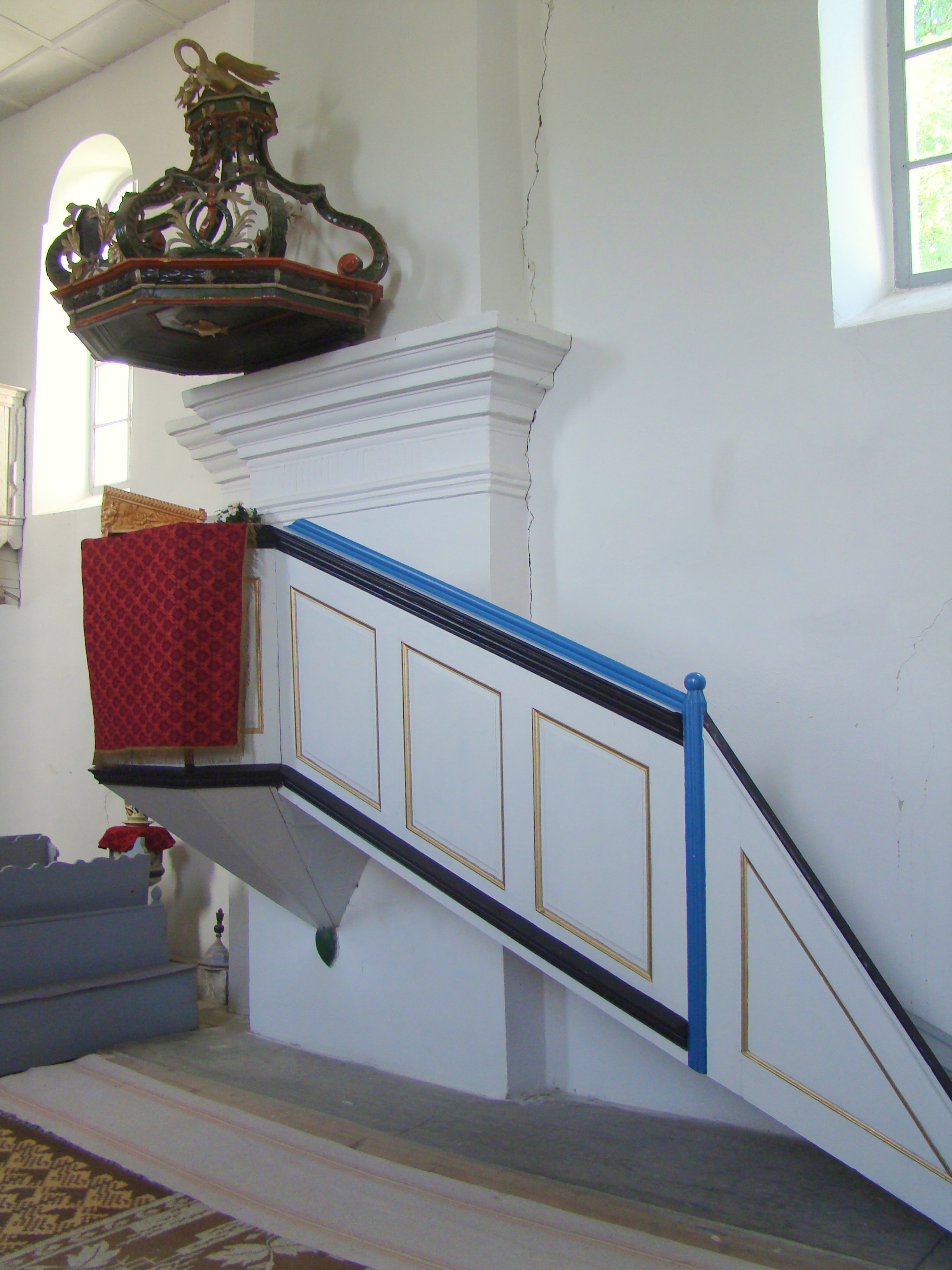
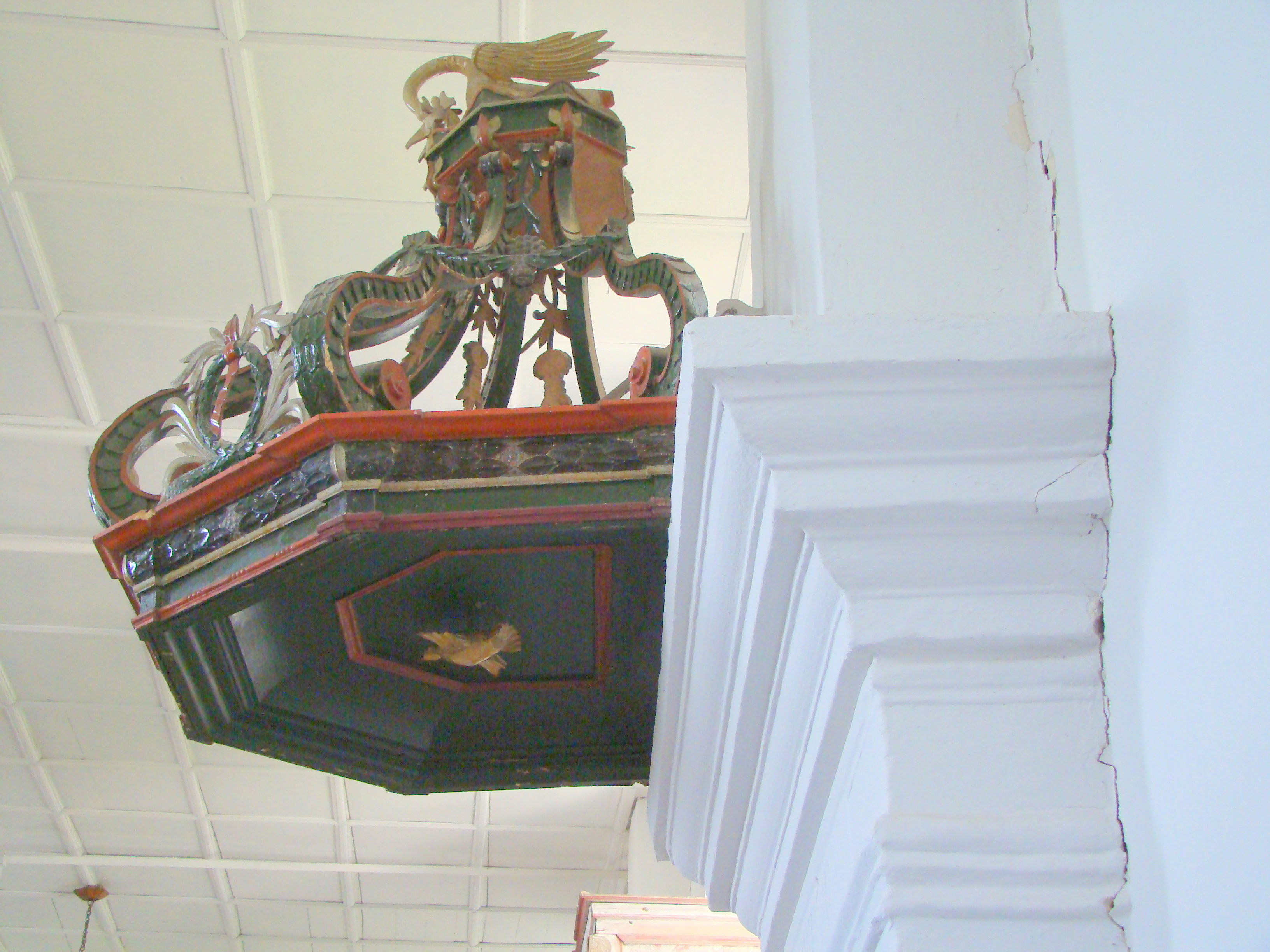
Coronamentul amvonului
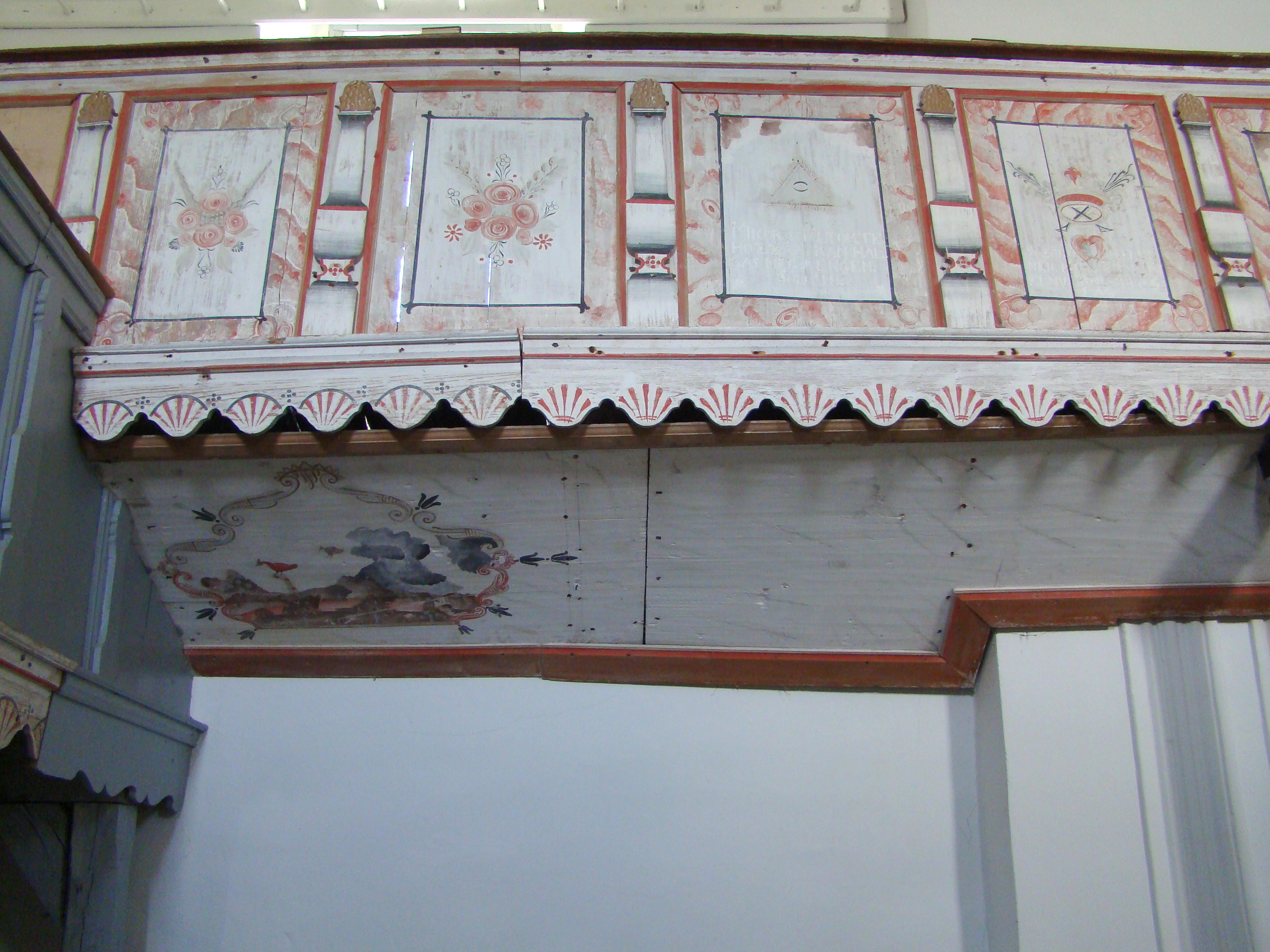
Casete de lemn pictate pe parapetul tribunei
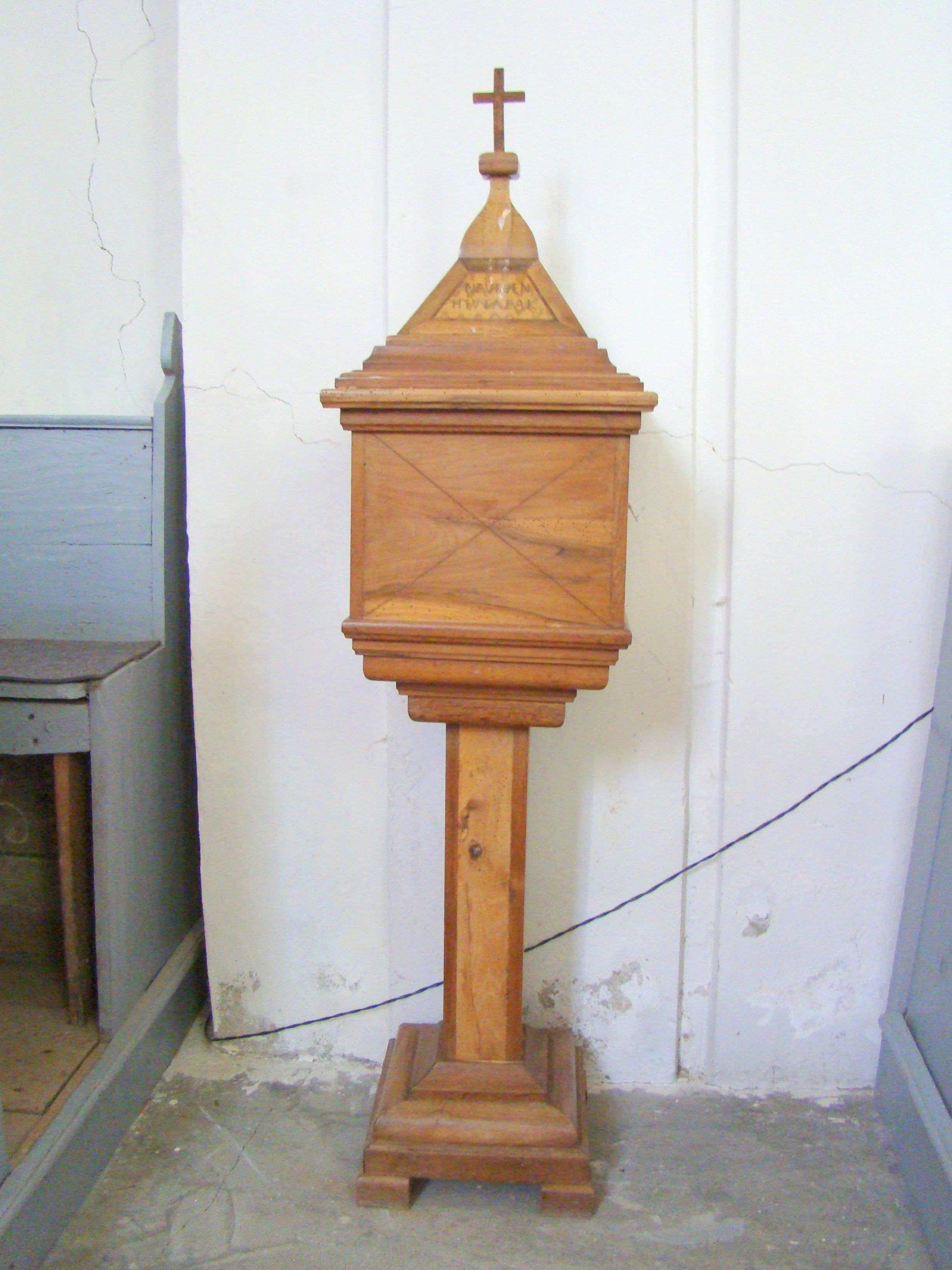
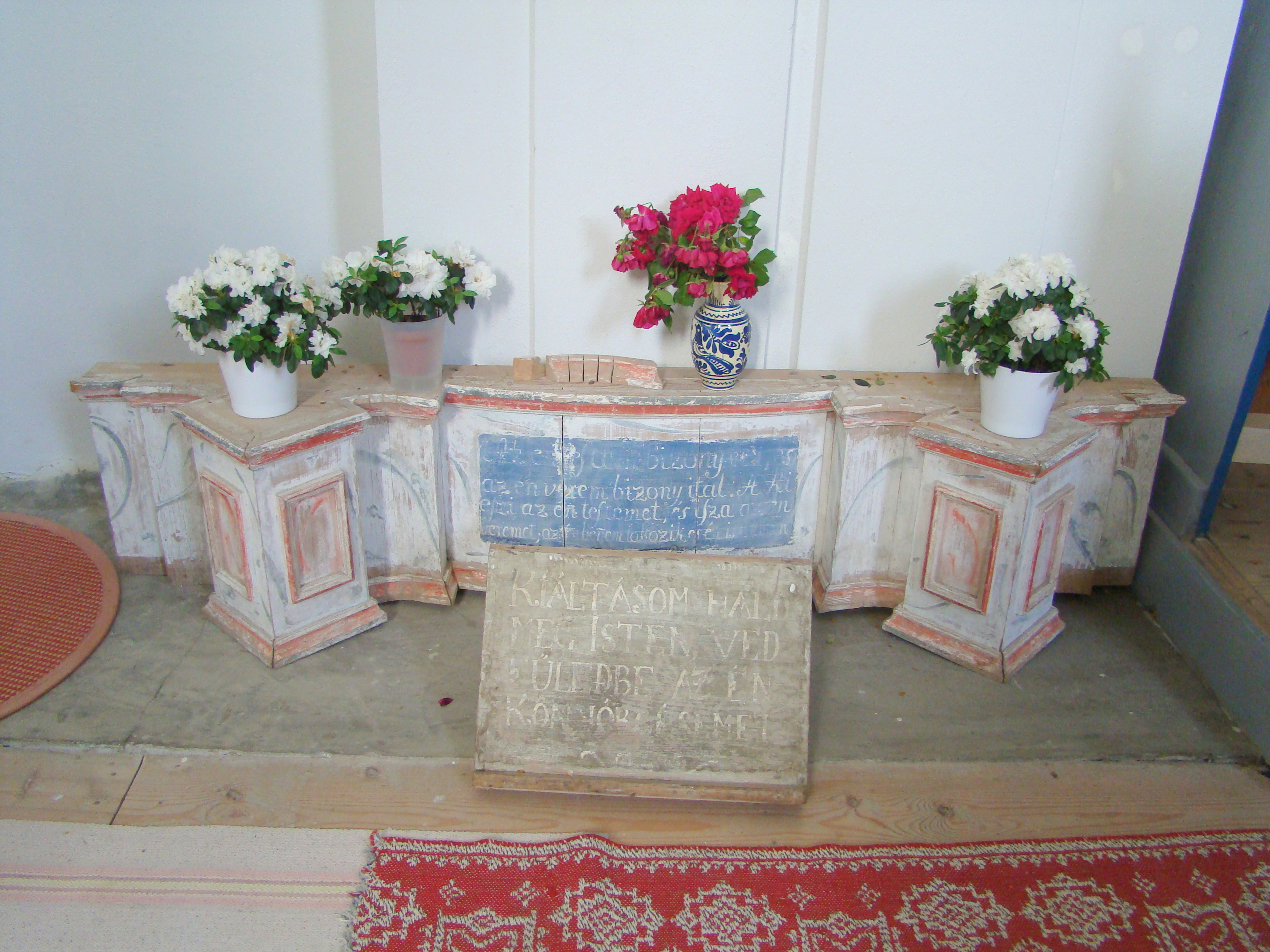
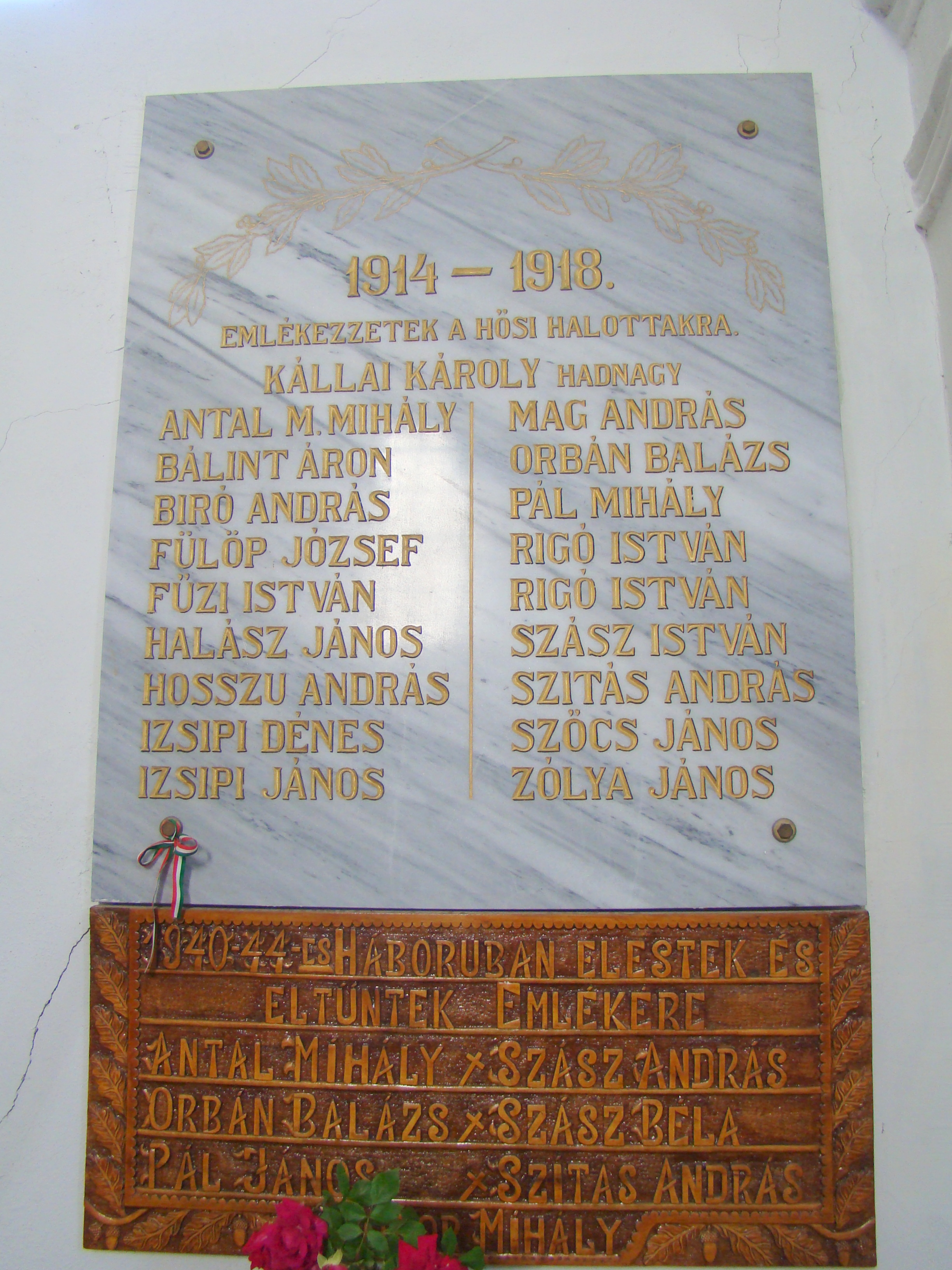
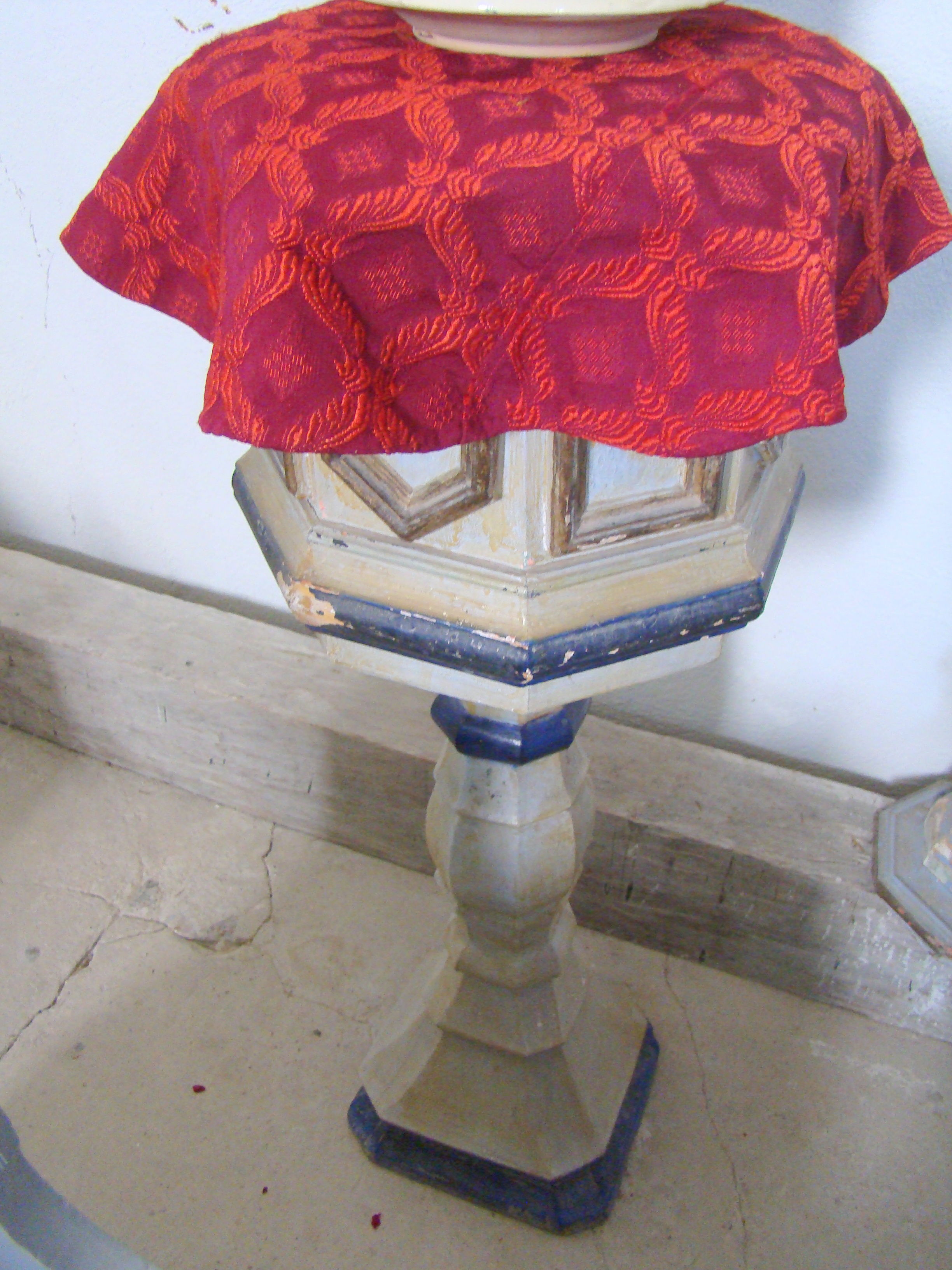
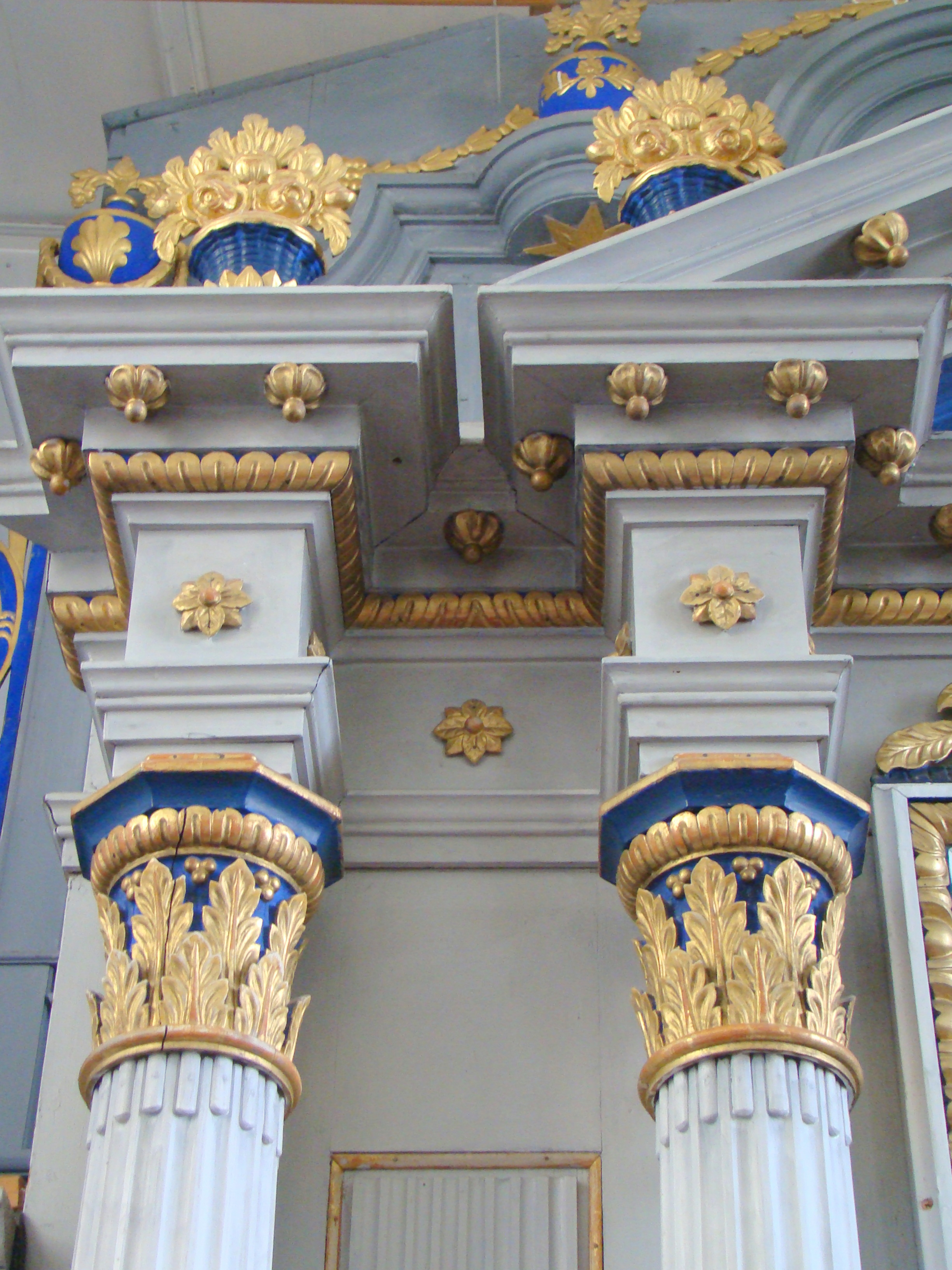
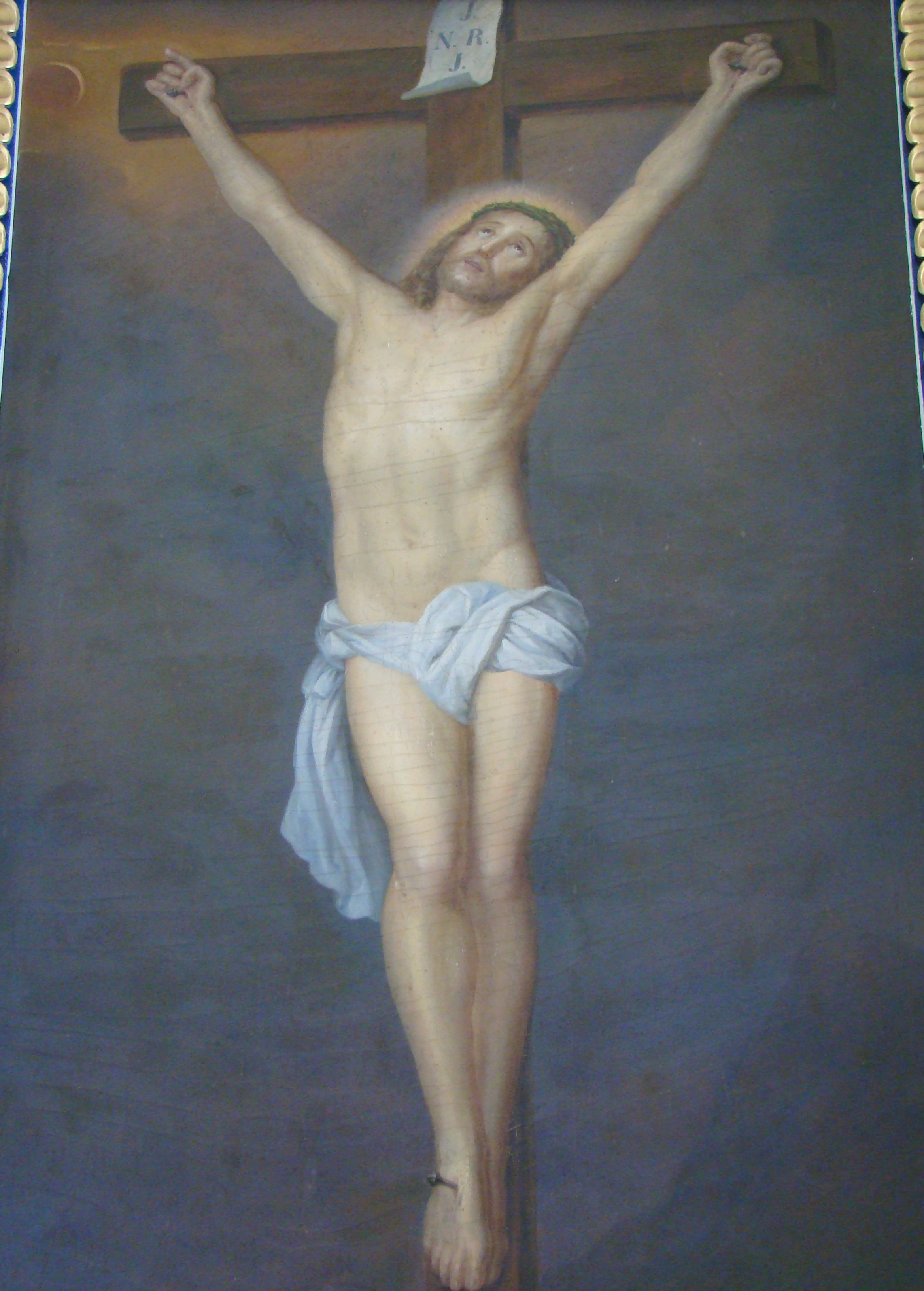
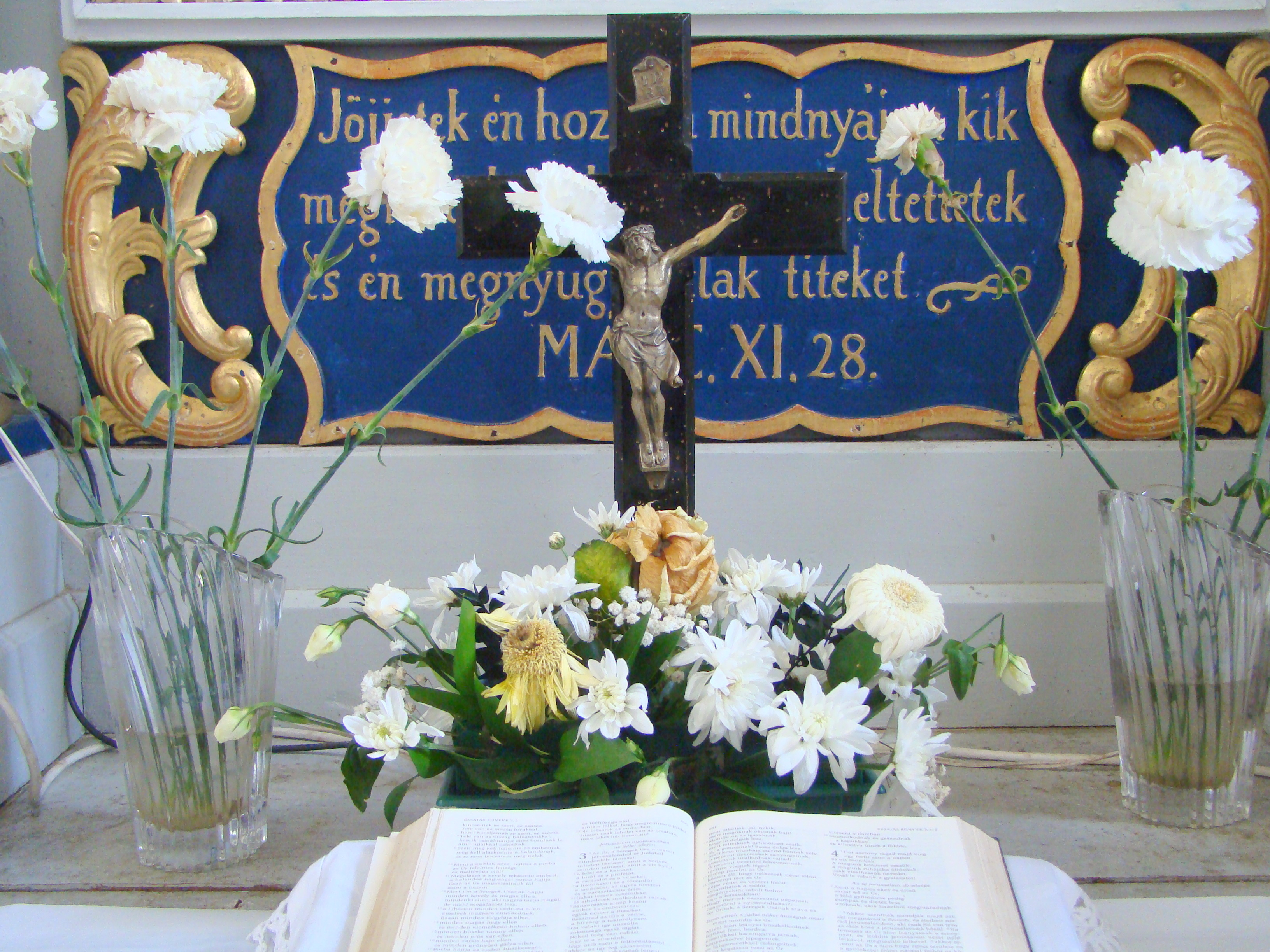
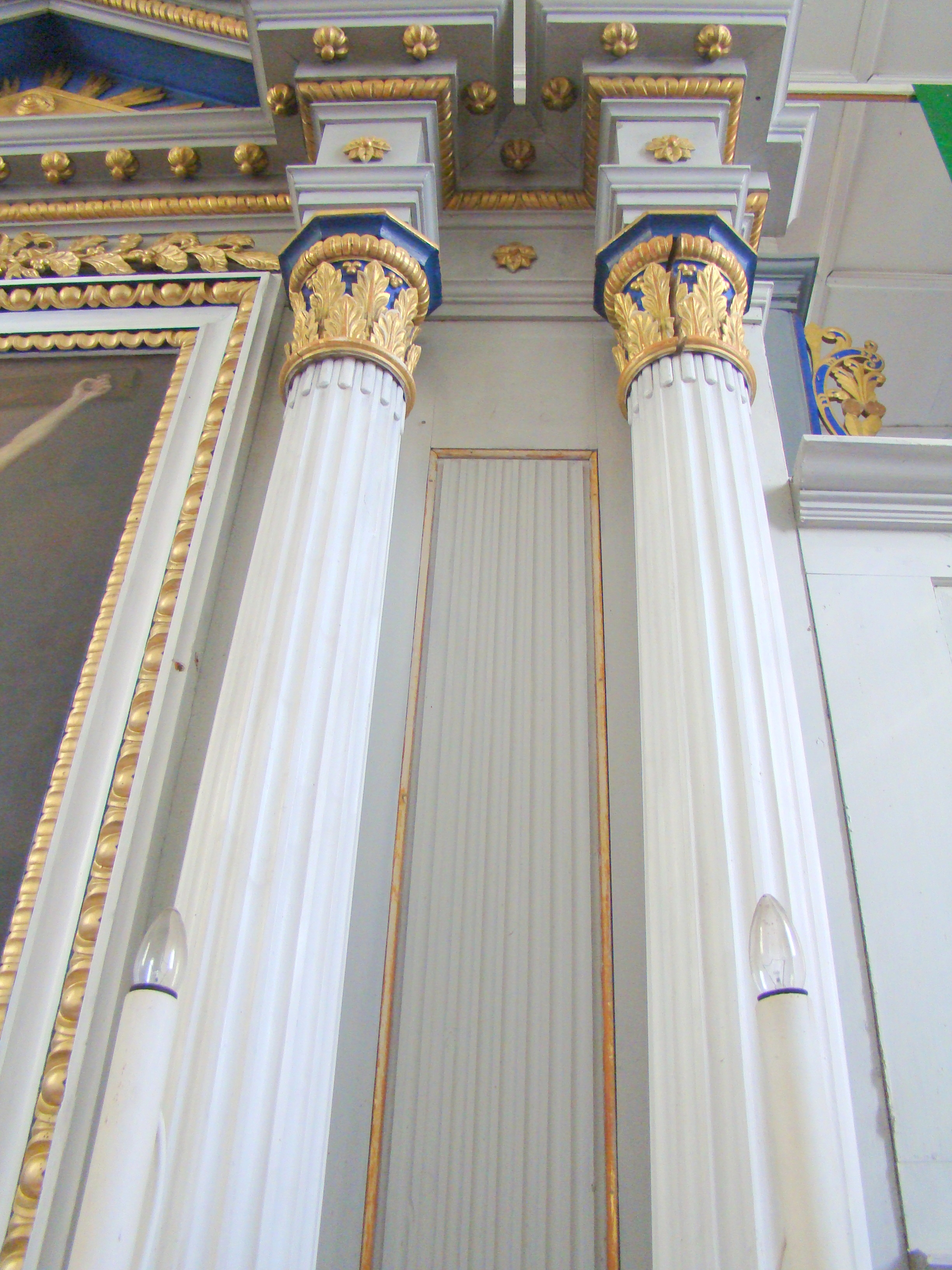
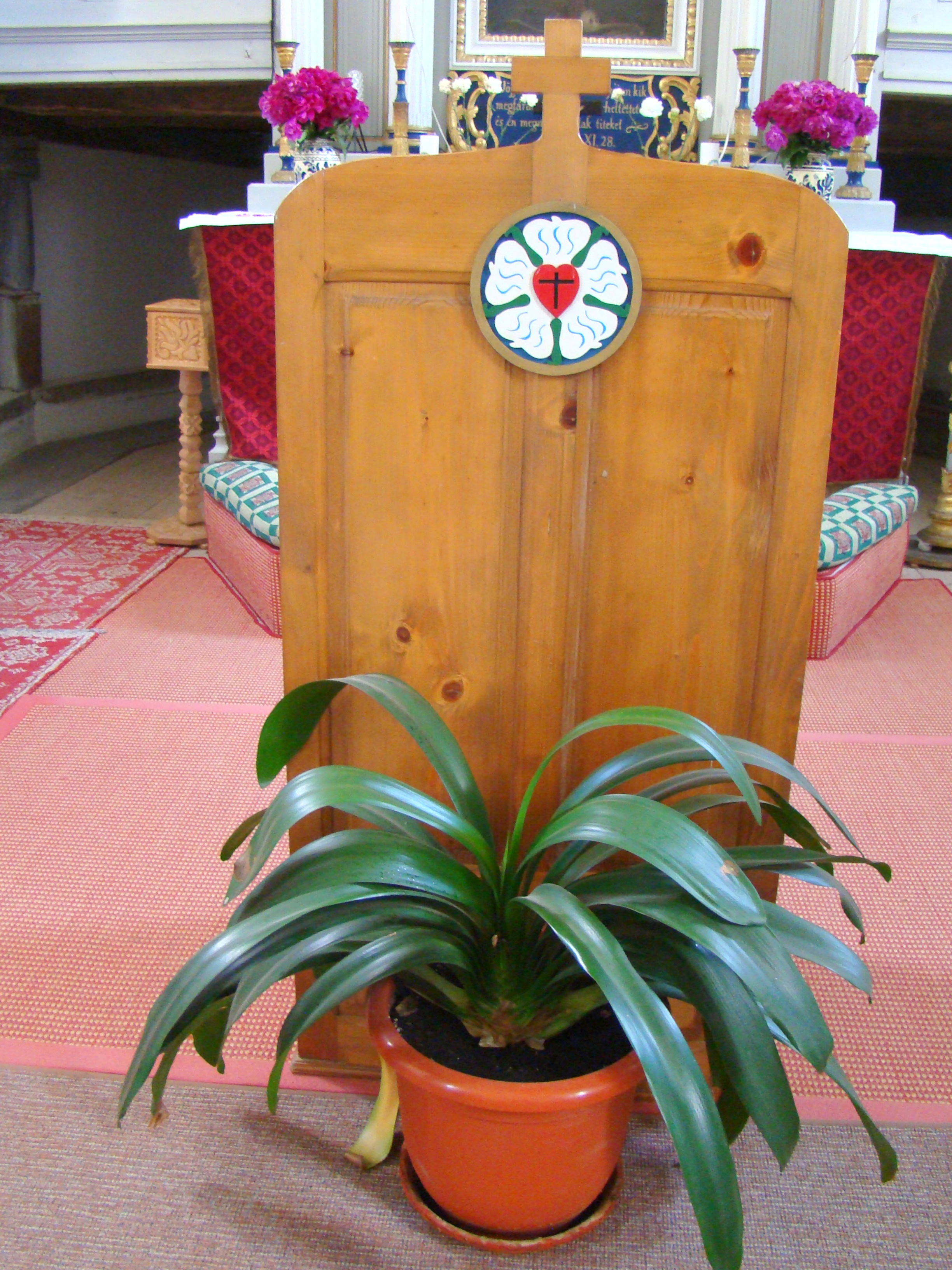
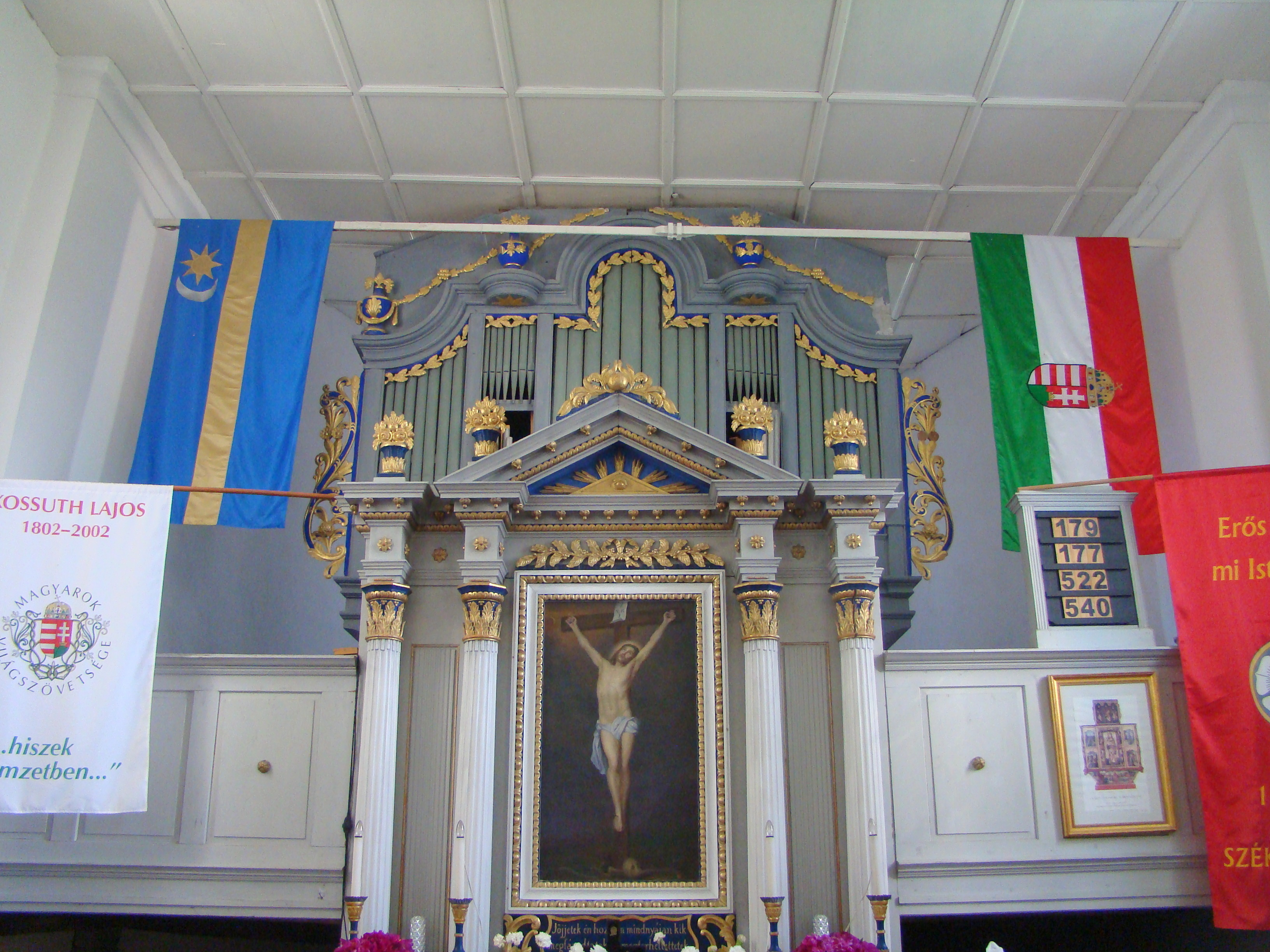
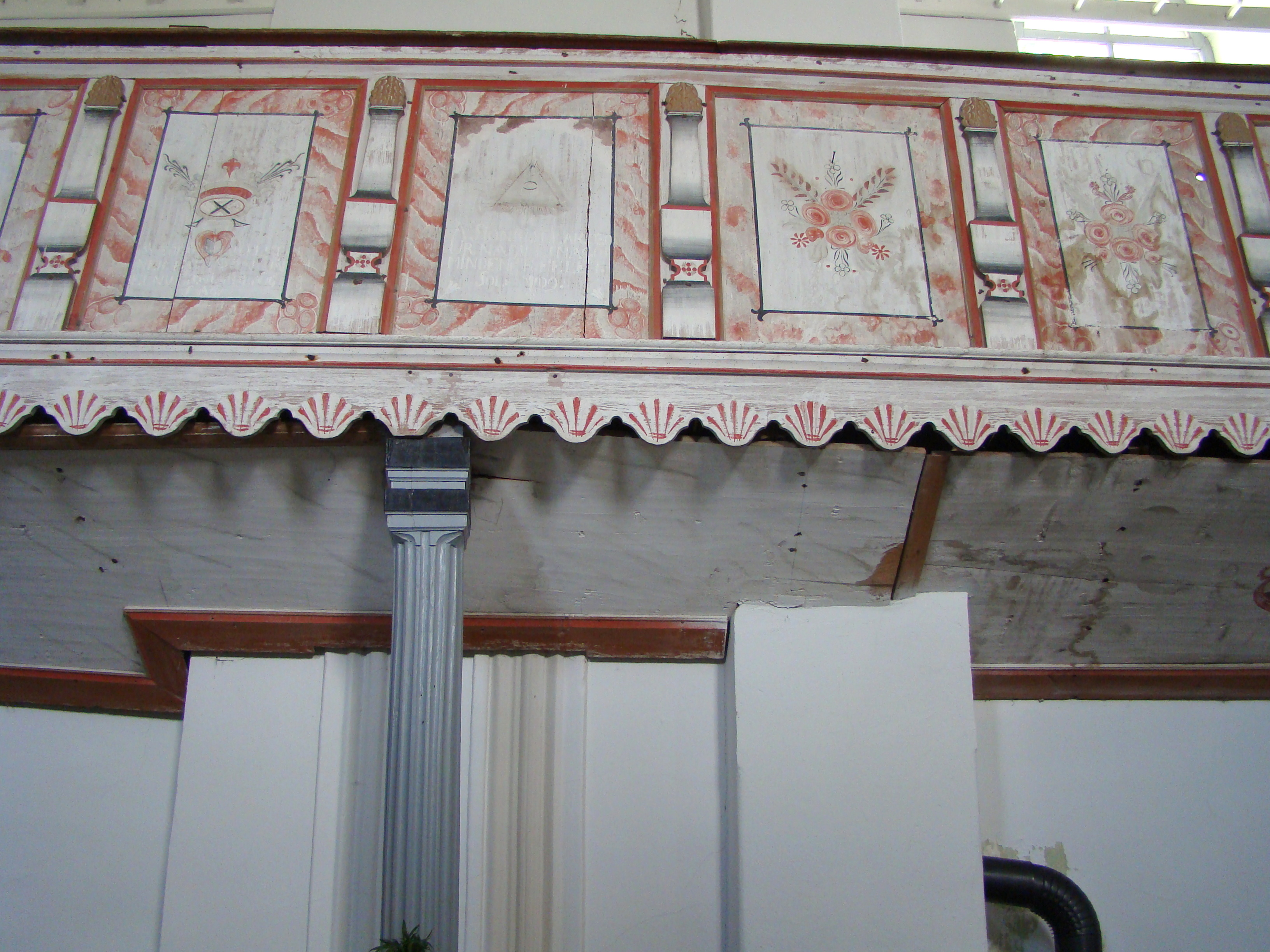
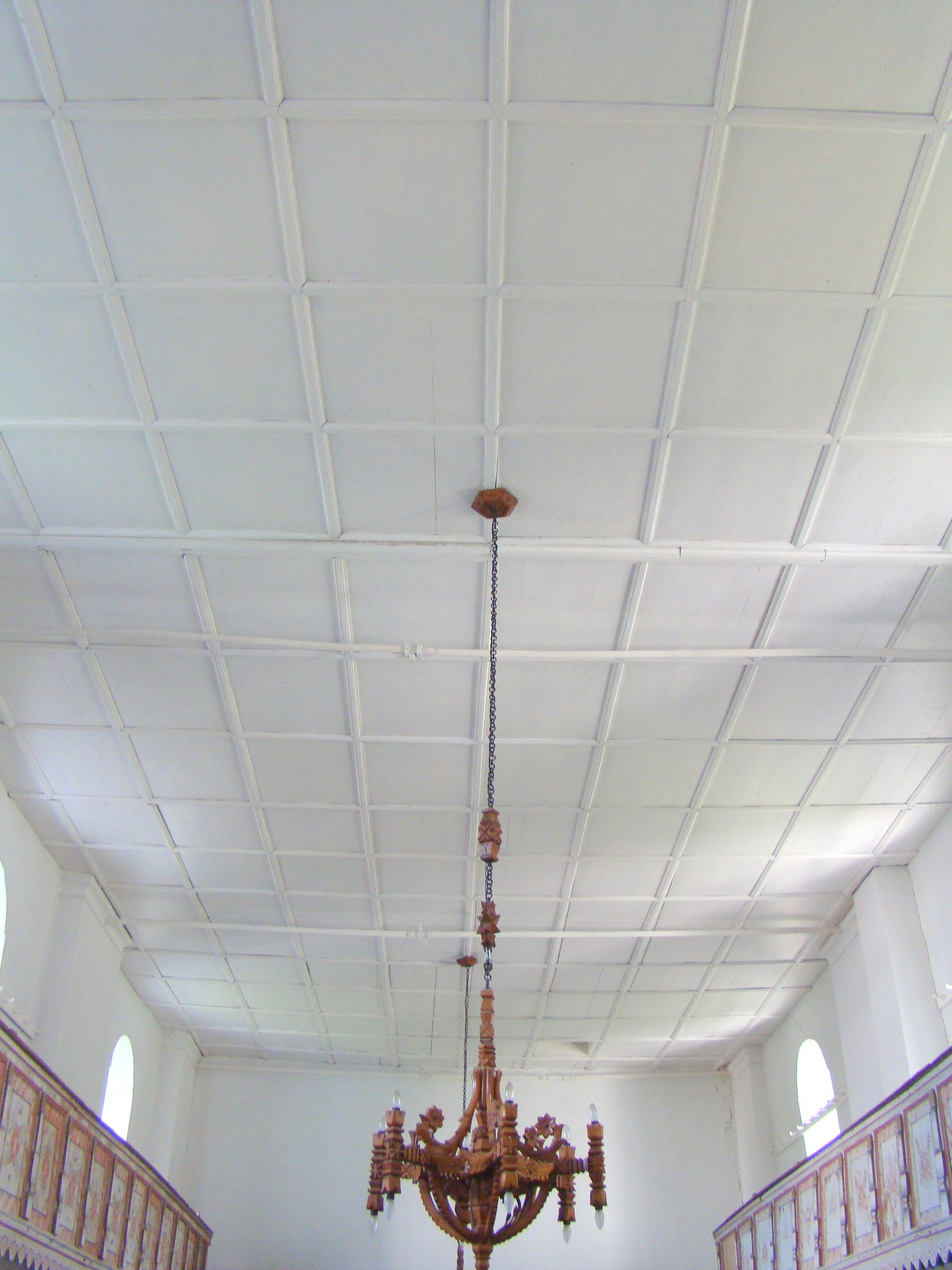
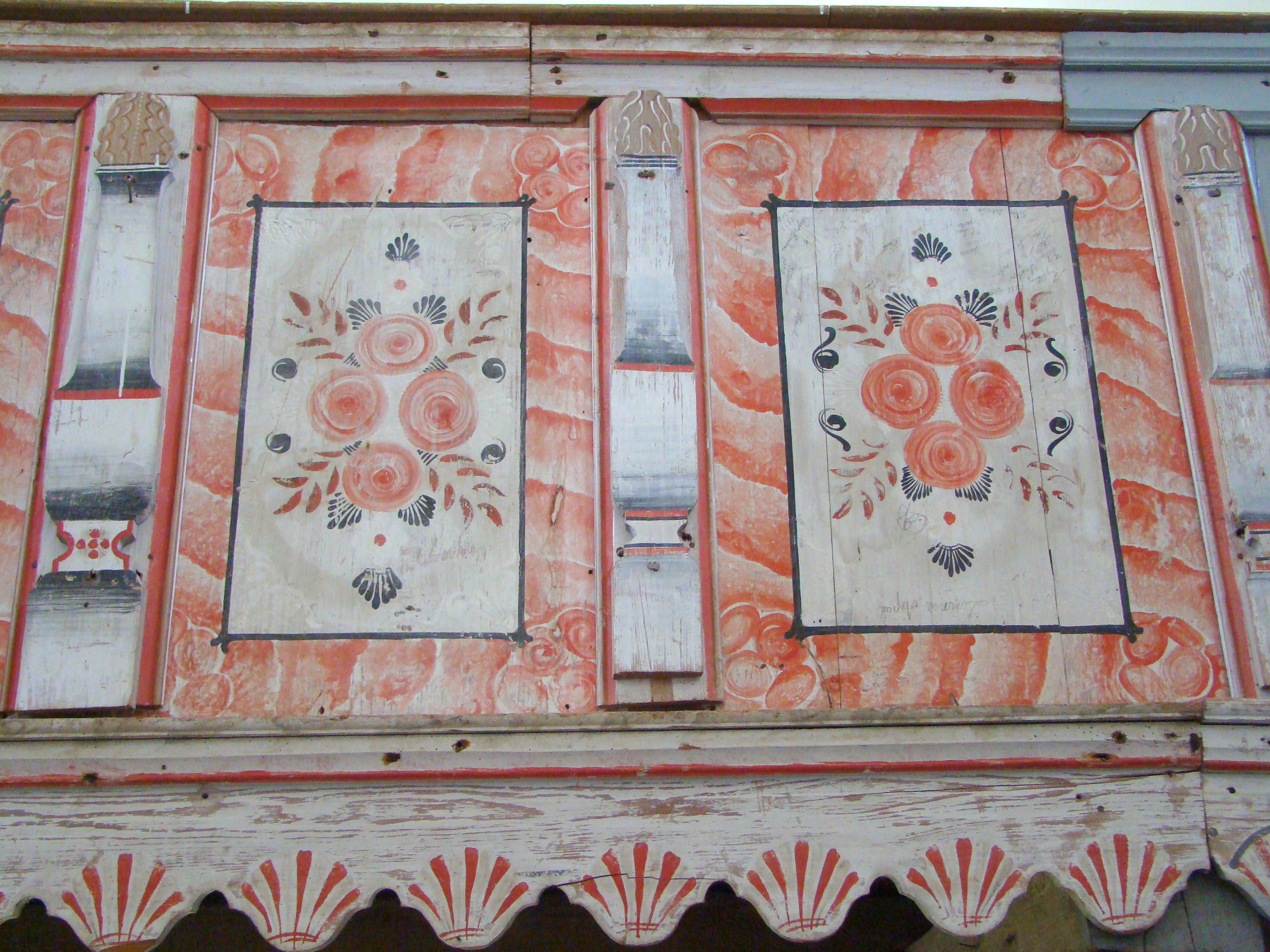
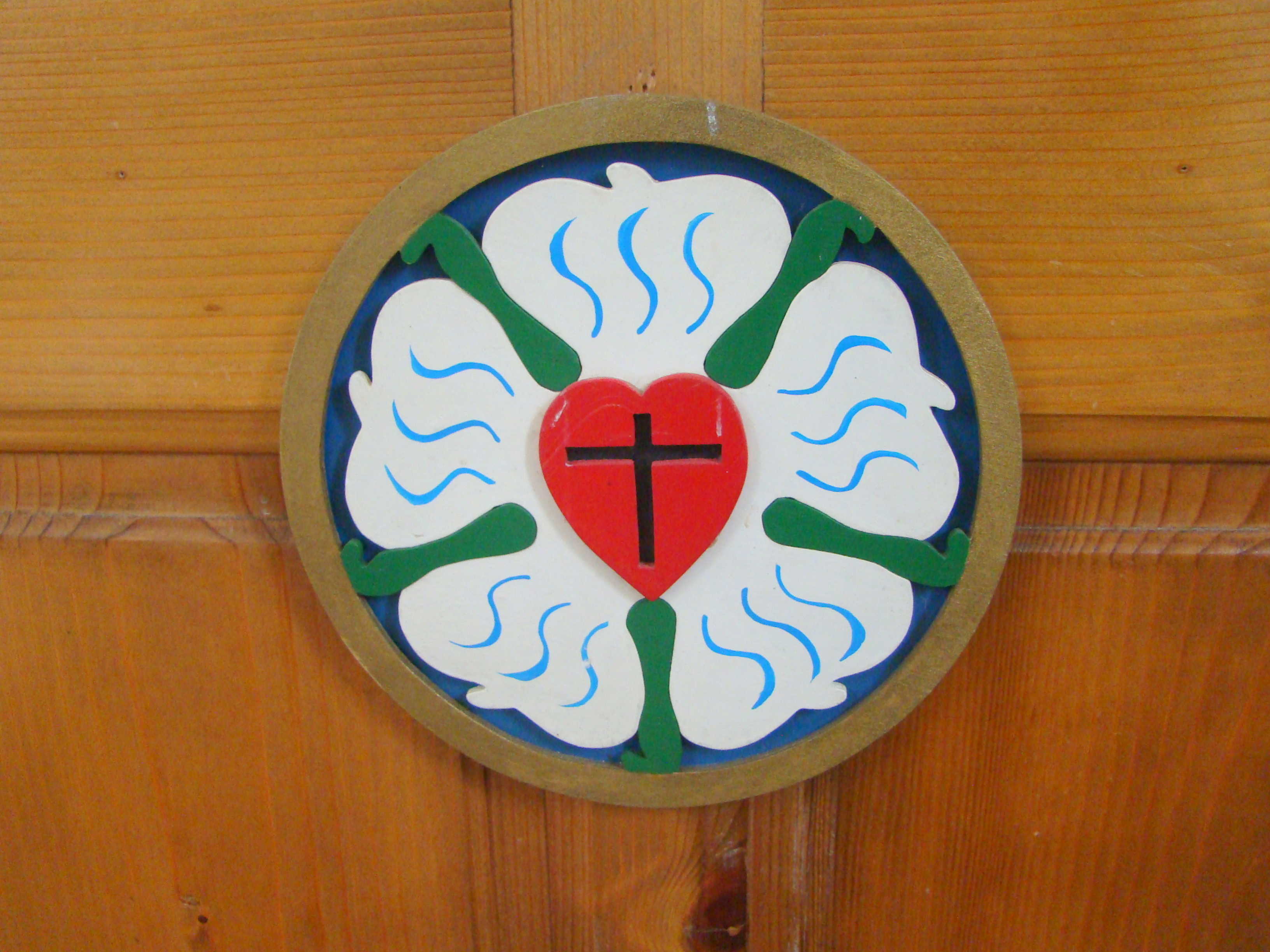
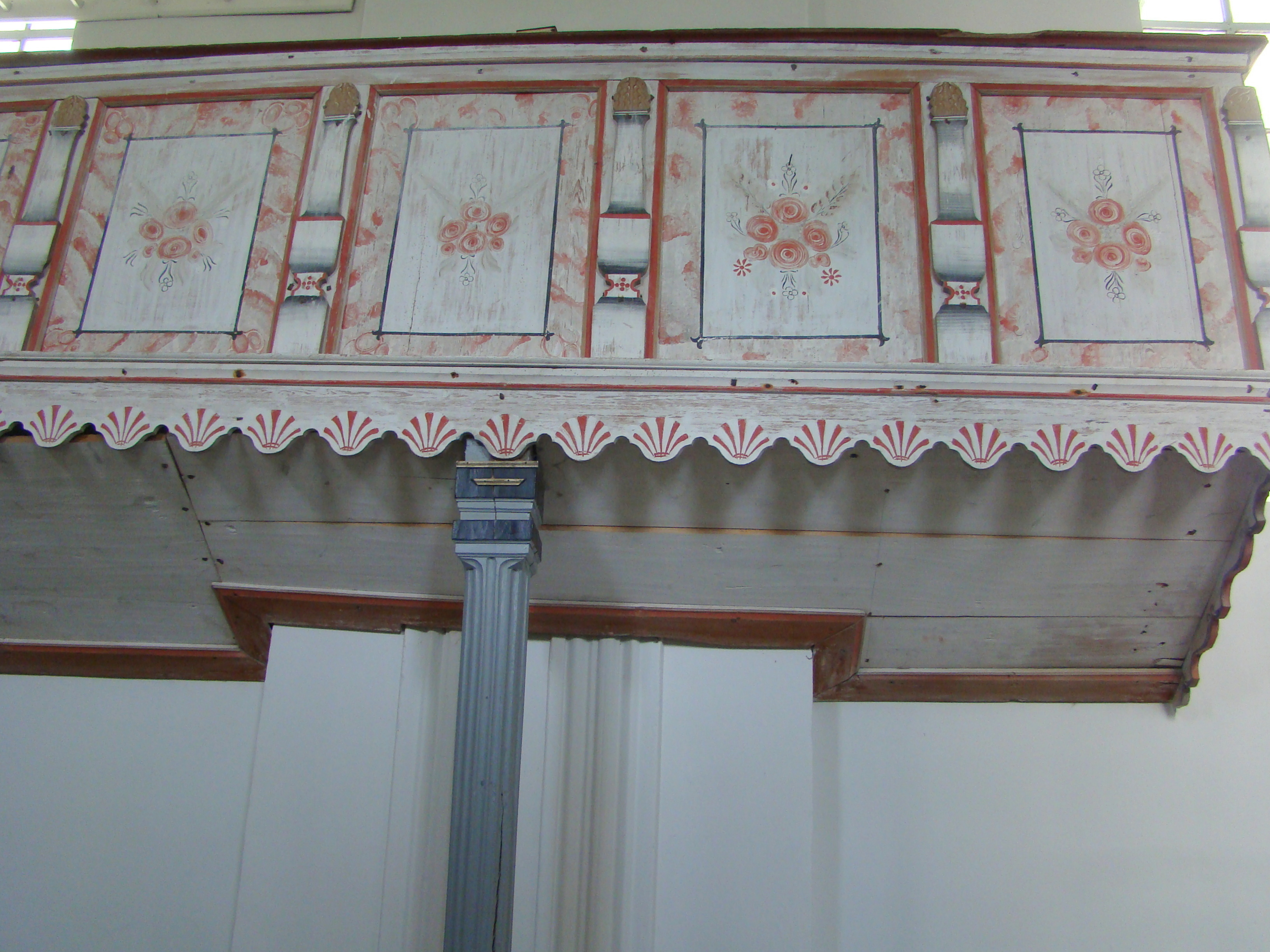
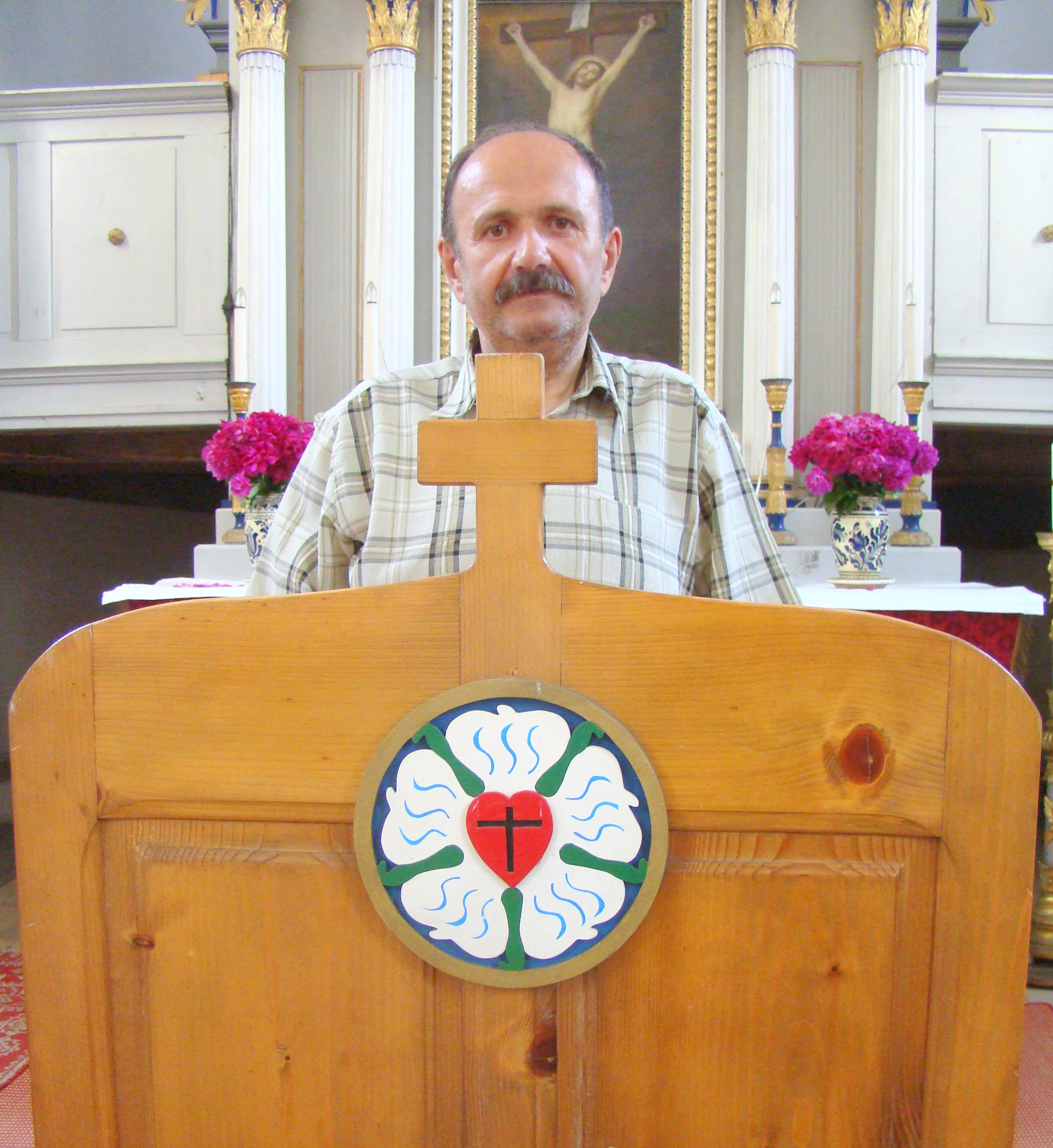
Pastorul evanghelic din Jimbor: Kunos Lajos
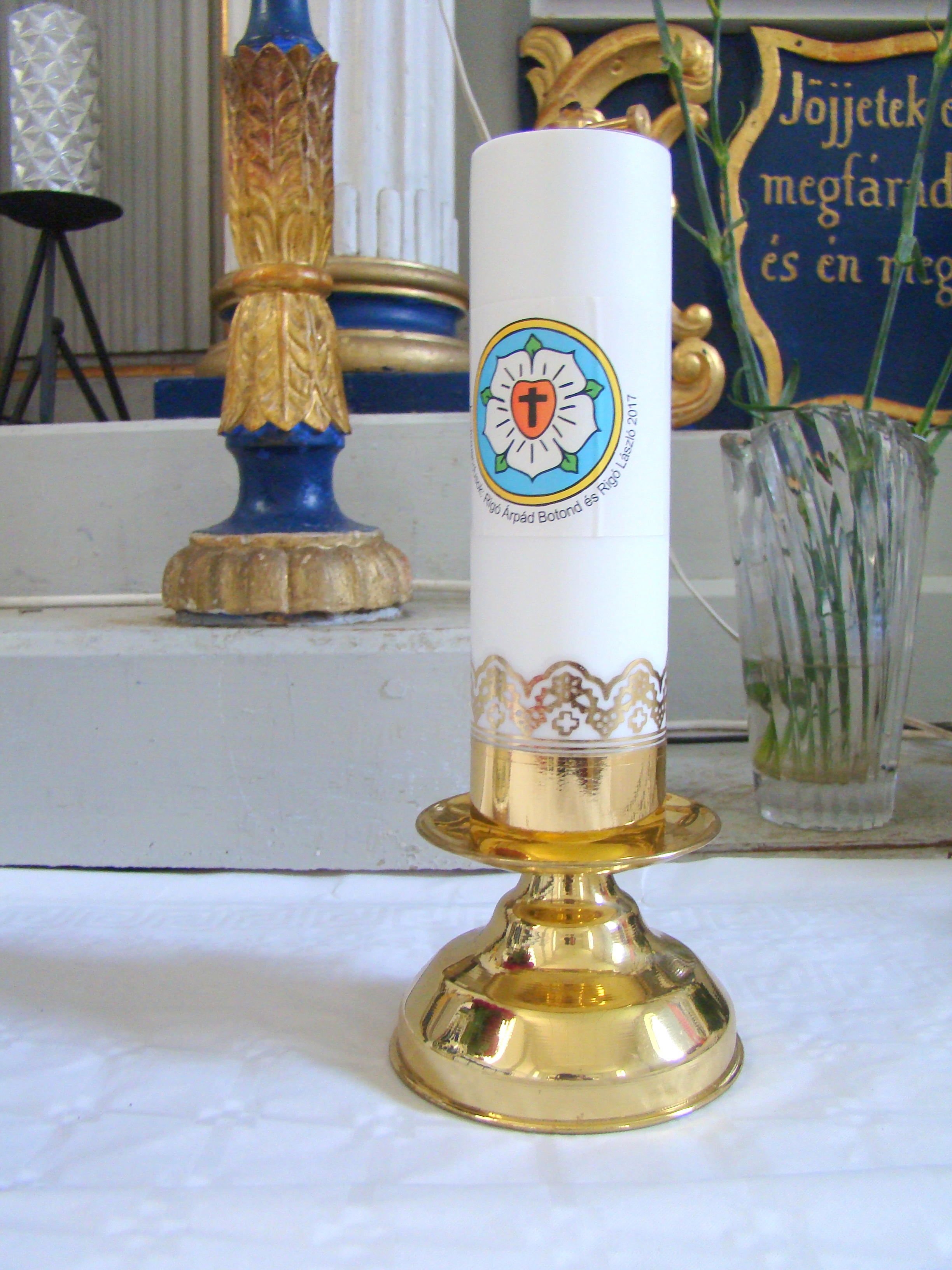
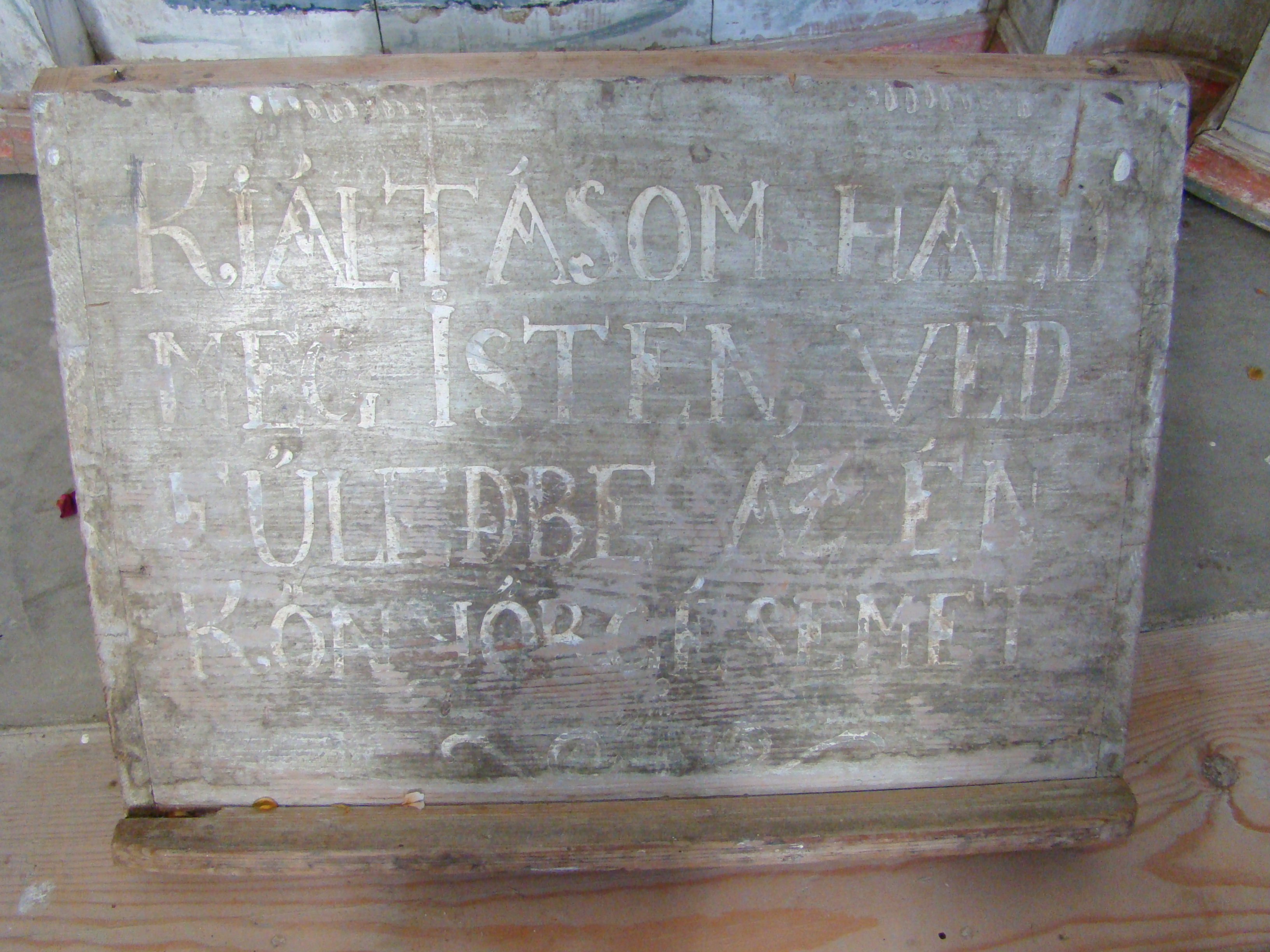
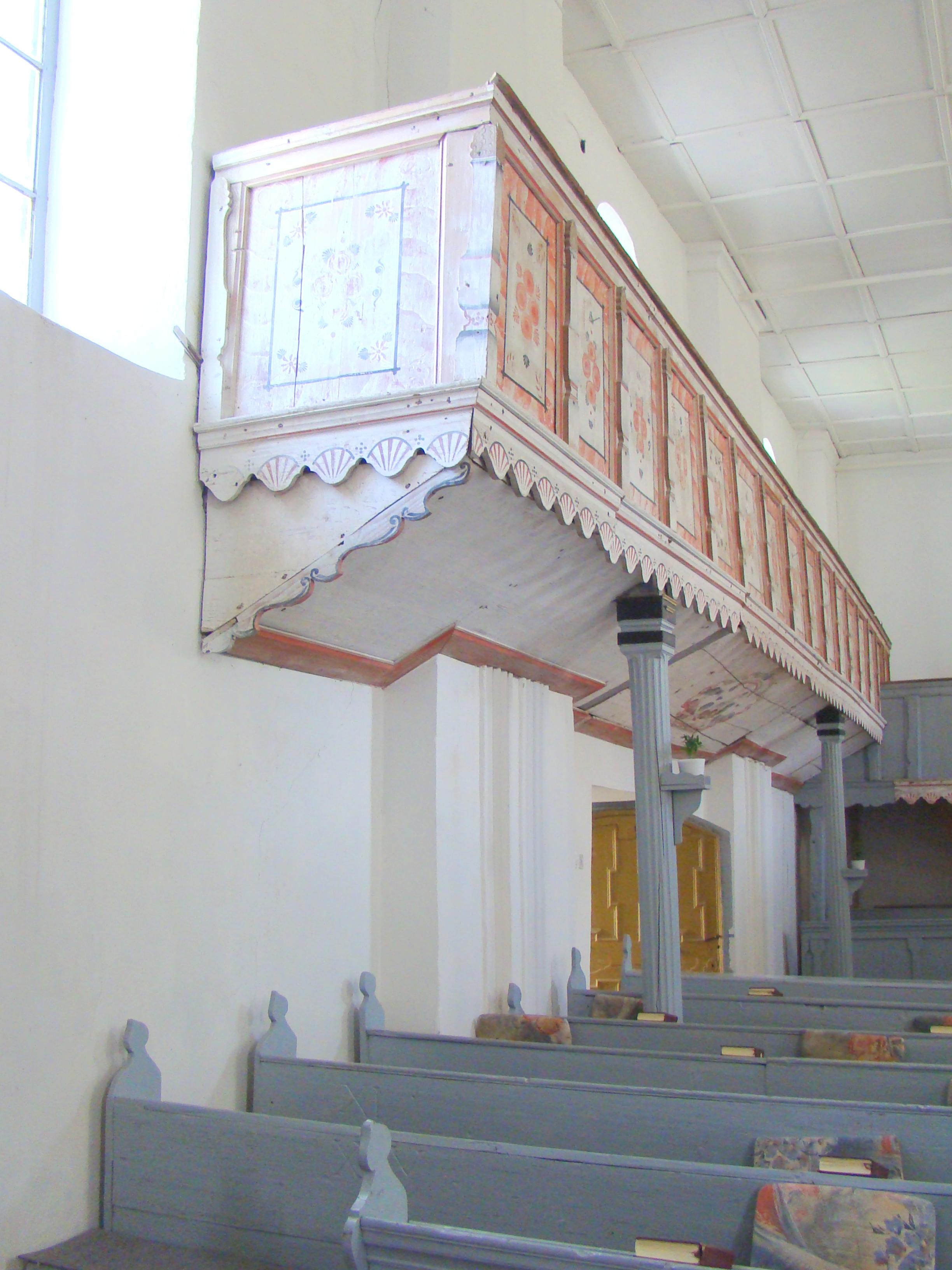
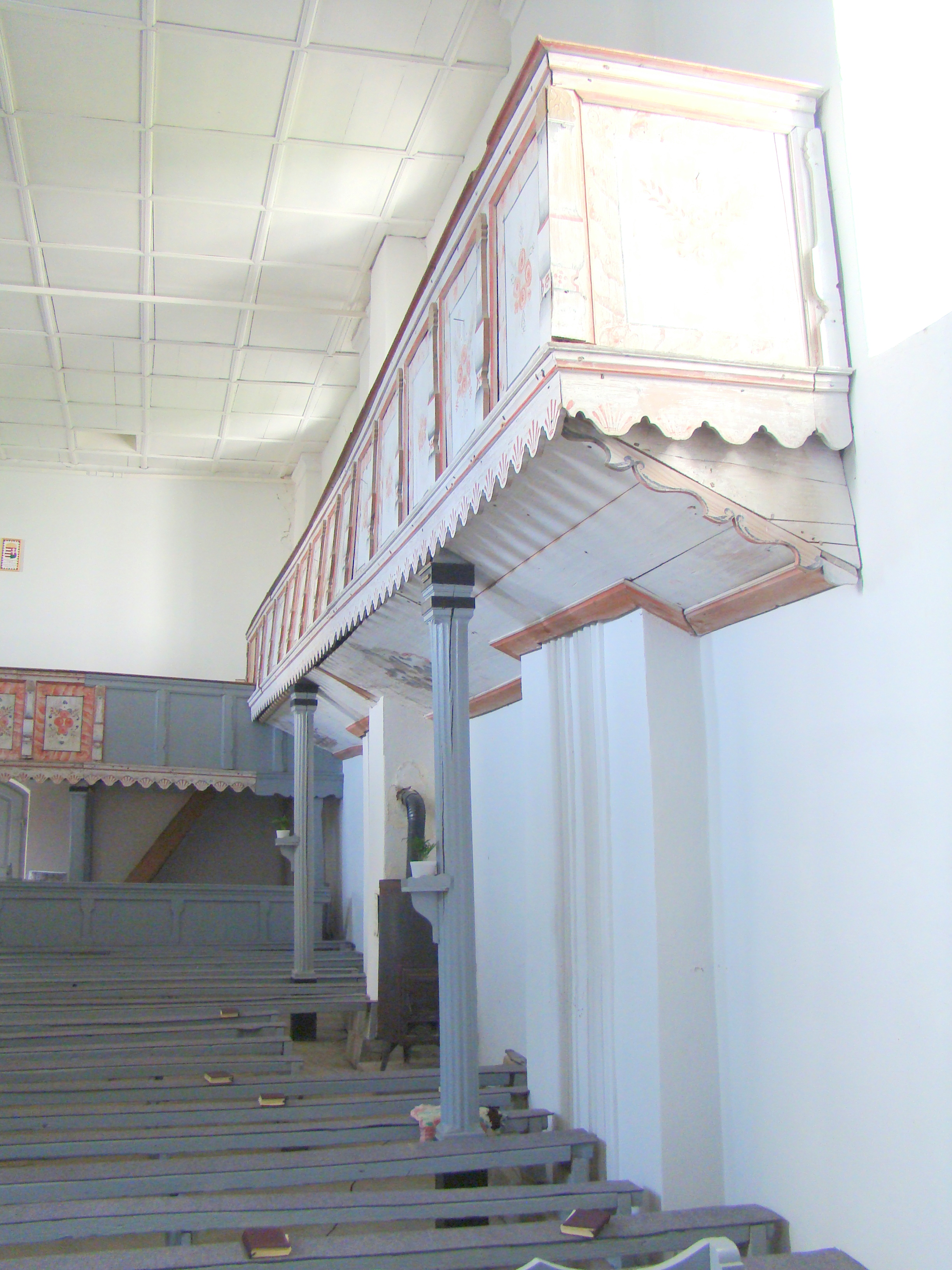
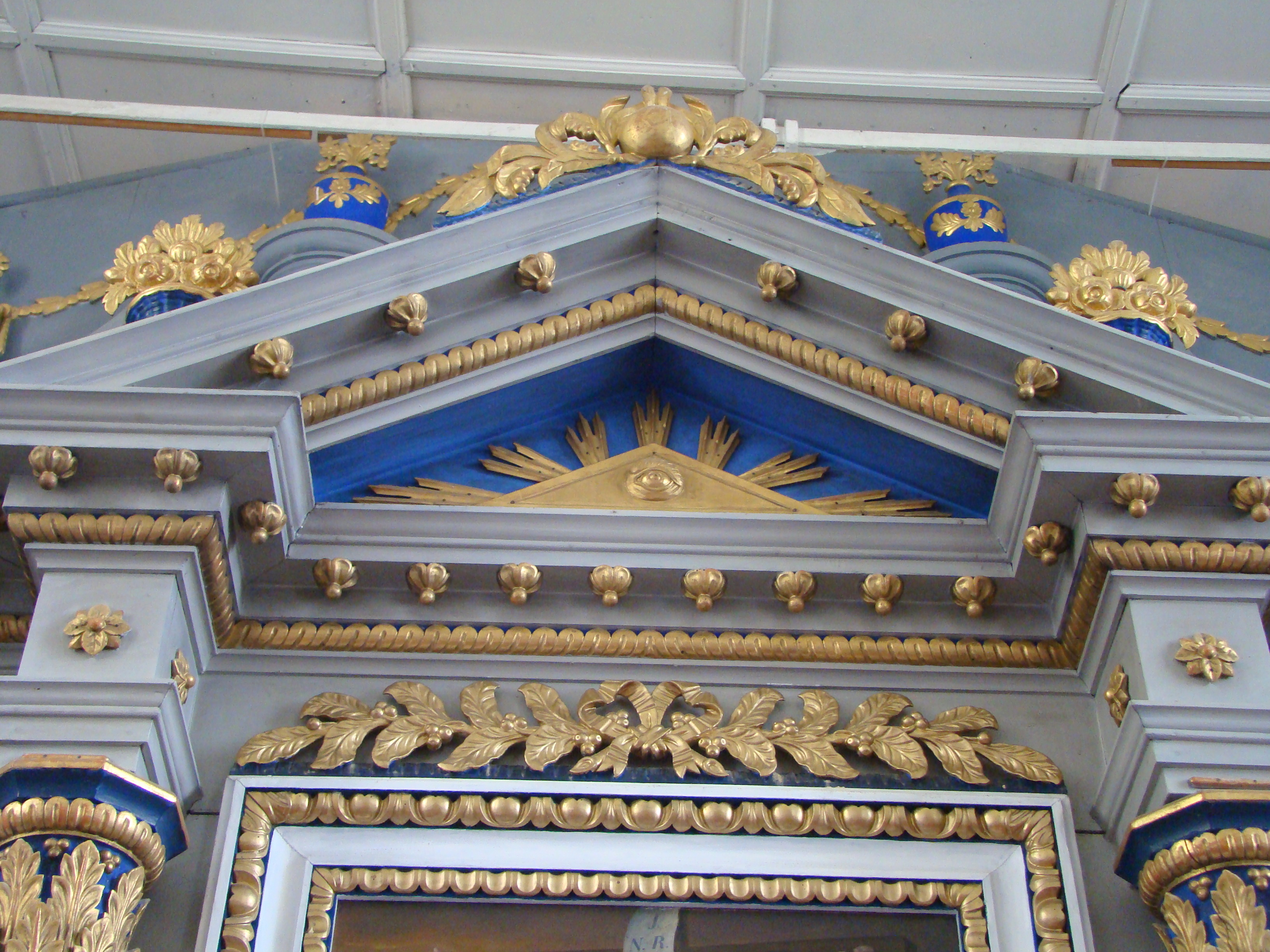
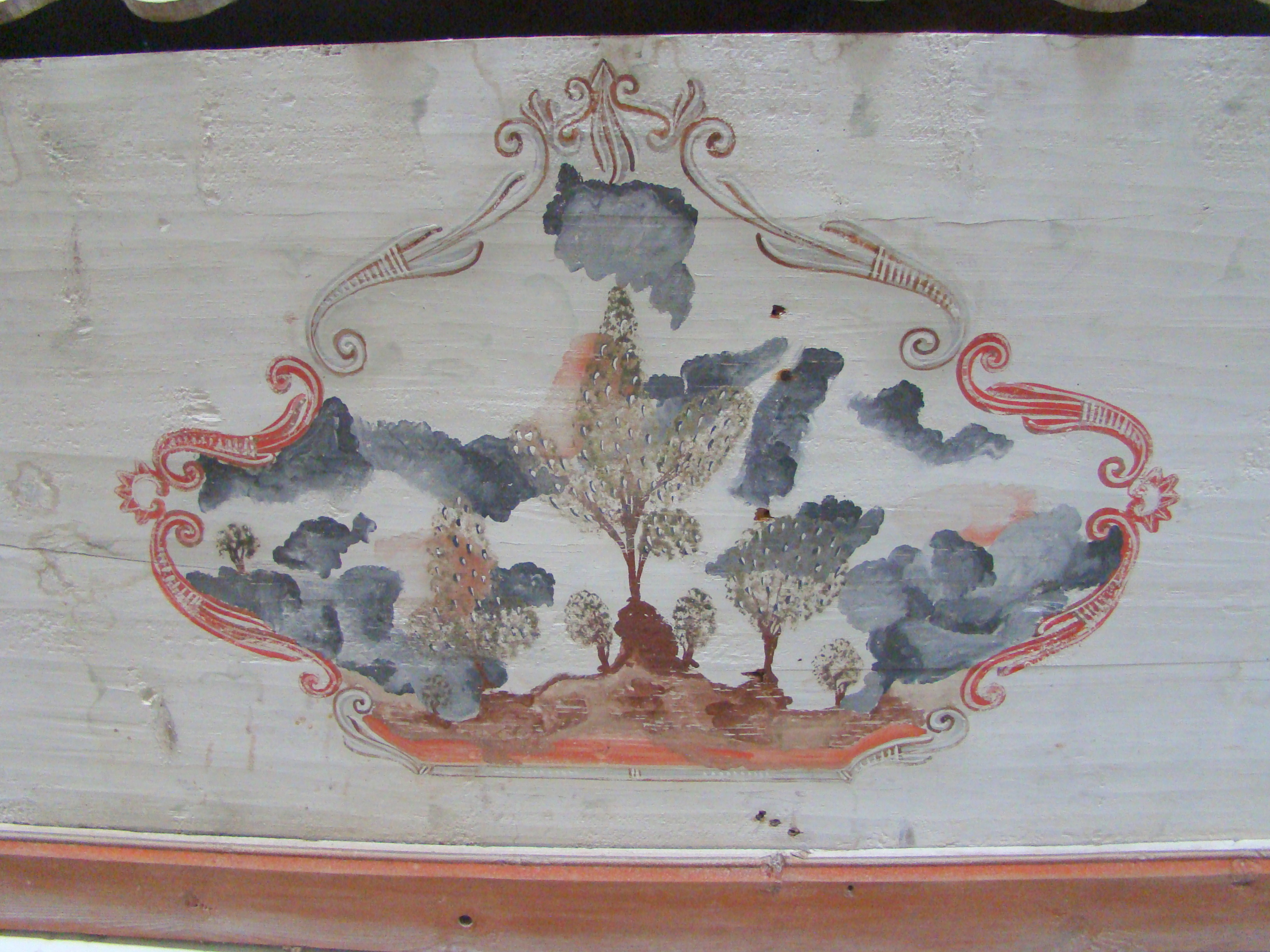